# Hey! Say! JUMP
Hey! Say! JUMP(일본어: ヘイ セイ ジャンプ, 헤이! 세이! 점프)는 일본의 남성 아이돌 그룹이다. 소속사는 STARTO ENTERTAINMENT. 레이블은 Storm Labels. 2007년 9월 24일 결성 발표. 2007년 11월 14일에 CD 데뷔하였다. 그룹 내 공식적인 리더는 없다.

## 멤버
프로필 출처
|                | 이름                        | 생년월일               | 혈액형 | 출신지     | 멤버 컬러 |
| -------------- | --------------------------- | ---------------------- | ------ | ---------- | --------- |
| Hey! Say! 7    | 야마다 료스케 (山田 涼介)   | 1993년 5월 9일(32세)   | B형    | 도쿄도     | 빨강색    |
| Hey! Say! 7    | 치넨 유리 (知念 侑李)       | 1993년 11월 30일(31세) | AB형   | 시즈오카현 | 핑크색    |
| Hey! Say! 7    | 나카지마 유토 (中島 裕翔)   | 1993년 8월 10일(31세)  | A형    | 도쿄도     | 하늘색    |
| Hey! Say! BEST | 아리오카 다이키 (有岡 大貴) | 1991년 4월 15일(34세)  | A형    | 지바현     | 주황색    |
| Hey! Say! BEST | 타카키 유야 (髙木 雄也)     | 1990년 3월 26일(35세)  | O형    | 오사카부   | 보라색    |
| Hey! Say! BEST | 이노오 케이 (伊野 尾慧)     | 1990년 6월 22일(35세)  | A형    | 사이타마현 | 파란색    |
| Hey! Say! BEST | 야오토메 히카루 (八乙女 光) | 1990년 12월 2일(34세)  | O형    | 미야기현   | 노랑색    |
| Hey! Say! BEST | 야부 코타 (薮 宏太)         | 1990년 1월 31일(35세)  | A형    | 가나가와현 | 연두색    |

### 전 멤버
|             | 이름                          | 생년월일             | 혈액형 | 출신지     | 당시의 멤버 컬러 | 비고 |
| ----------- | ----------------------------- | -------------------- | ------ | ---------- | ---------------- | --- |
| Hey! Say! 7 | 모리모토 류타로 (森本 龍太郎) | 1995년 4월 6일(30세) | A형    | 가나가와현 | 없음             | 미성년 흡연으로 2011년 11월 탈퇴, 2014년 3월 사무소 퇴소. 2016년 4월부터 2020년 1월까지는 댄스 & 보컬 유닛 ‘ZERO’의 멤버 동생은 SixTONES의 모리모토 신타로. |
| Hey! Say! 7 | 오카모토 케이토 (岡本 圭人)   | 1993년 4월 1일(32세) | O형    | 도쿄도     | 초록색           | 2018년 9월부터 약 2년 반에 걸쳐 연예 활동을 휴지하고 미국 유학. 2021년 4월 11일에 그룹에서 탈퇴. 아버지는 전 오토코구미(男闘呼組)의 오카모토 켄이치.        |

## 개요

### 그룹명의 유래
〈Hey! Say! Johnny's Ultra Music Power〉의 약칭으로, 〈헤이세이 시대를 높게 점프해간다〉라는 의미가 담겨져 있다.
덧붙여 「a」의 문자는 센츄리 고딕(Century Gothic)이라고 하는 서체를 사용하는 것이 공식 표기이며, 음악 프로그램의 사이트 등에서도 이 표기로 통일되고 있다.

### 기록
- 2007년, 도쿄 돔에서 그룹 사상 최연소 공연 기록(평균 15.2세)을 수립.[18]
- 전 오토코구미(男闘呼組)의 오카모토 켄이치를 아버지로 둔 오카모토 케이토가 멤버에 있어, 일본의 음악 사상 처음으로 부모와 자식 모두 데뷔곡으로 “1위”를 획득했다.[19]
- 2009년, 요코하마 아레나 사상 최초의 7일간 연속 콘서트를 개최.[20]
- 2012년, 요코하마 아레나 사상 최초의 7일간 연속 10회 공연의 콘서트를 개최, 2009년에 달성한 연속 공연 기록을 갱신.[21]
- 2014년, 현역 아티스트의 요코하마 아레나 최다 공연·최다 관객 동원수의 기록을 갱신.[22]
- 2017년 1월 1일, 도쿄 돔에서 사상 최초의 하루 2회 공연을 했다.[23]
- 2024년 10월 시점, 지금까지 발매한 모든 싱글[24]·앨범[25]이 오리콘의 주간 랭킹으로 첫 등장 1위를 획득하고 있다.

## 약력

### 2007년: 결성·데뷔
2007년 9월 24일, 『JOHNNYS' Jr. Hey Say 07 in YOKOHAMA ARENA』를 《HEY!HEY!HEY! MUSIC CHAMP 보라! 3시간 생방송 스페셜》에서 생중계해 결성을 발표. 11월 14일 〈Ultra Music Power〉로 CD 데뷔한다. 그리고 오리콘의 주간 싱글 랭킹에서 첫 등장 1위를 기록. 더불어 11월 2일 ~ 12월 2일까지 행해진, 《월드컵 배구 2007》의 스페셜 서포터를 담당. 12월 22일, 첫 단독 콘서트 「Hey! Say! JUMP 데뷔 & 퍼스트 콘서트 갑자기! in 도쿄 돔」을 개최. 도쿄 돔에서의 그룹·솔로를 통틀어, 사상 최연소 공연 기록(당시, 평균 연령 15세 7개월)을 갱신했다.

### 2008~2011: NYC 활동, 모리모토 탈퇴
2008년 3월 20일 ~ 26일, 제39회 봄의 고등학교 배구 전국 대회의 서포터를 담당한다. 4월 4일 ~ 5월 6일, 콘서트 《Hey! Say! JUMP Spring concert 2008》을 개최했다. 5월 21일, 2번째 싱글인 〈Dreams come true〉를 발매. 5월 31일 ~ 6월 8일, 《2008 베이징 올림픽 배구 세계 최종 예선》의 스페셜 서포터를 담당했다. 7월 23일, 3번째 싱글인 《Your Seed/모험 라이더》를 발매. 8월 2일 ~ 9월 5일 무대 《SUMMARY 2008》에 출연. 10월 22일, 4번째 싱글인 「한밤중의 섀도우 보이」를 발매. 12월 20일 - 2009년 1월 5일, 콘서트 'Hey! Say! Jump-ing Tour '08-'09'를 개최.
2009년 3월 20일 ~ 26일, 《제40회 봄의 고등학교 밸리 전국 대회》의 스페셜 서포터를 담당. 3월 21일 ~ 25일, Hey! Say! 7이 첫 단독 콘서트 《Hey! Say! 7 spring concert 09 MONKEY》를 개최. 3월 31일 ~ 5월 4일, 콘서트 《Hey! Say! JUMP CONCERT TOUR '09 봄》을 개최. 6월 7일, 야마다, 치넨이 「NYC boys」에 참가해 활동 개시. 7월 23일 ~ 8월 27일, 콘서트 《Hey! Say! 여름 콘서트 '09 JUMP 천국 TENGOKU-》를 개최. 9월 13일, 콘서트 《Hey! Say! JUMP TENGOKU DOME 무슨 일이 일어날지 모르겠다!? 도쿄 돔》을 개최. 이 공연에서 콘서트 관객 동원이 100만 명을 돌파해 단독 팬클럽의 발족이 발표됐다. 12월 19일 ~ 2010년 1월 6일, 콘서트 《Hey! Say! JUMP WINTER CONCERT 09-10》을 개최.
2010년 2월 24일, 5번째 싱글 〈눈동자의 스크린〉을 발매. KAT-TUN 이후 2년 3개월 만인 통산 5번째 오리콘 첫 등장 1위를 기록. 3월 2일, 야마다, 치넨이 나카야마 유마와 「NYC」로서 활동한다고 발표. 3월 20일 ~ 26일, Hey! Say! 7이 《제41회 봄의 고등학교 밸리 전국 대회》의 스페셜 서포터를 담당. 4월 2일 ~ 5월 16일, 콘서트 《Hey! Say! 2010 TEN JUMP》를 개최. 첫날 4월 2일 국립 요요기 경기장 입구 앞에 특설 무대를 만들어 공개 회견을 열었다. 4월 2일 《더소년구락부》에 연간 프로그램 서포터로서 레귤러 출연 개시. 7월 7일, 첫 앨범 〈JUMP NO.1〉을 발매. 7월 19일 ~ 8월 29일 무대 《SUMMARY 2010》에 출연. 12월 15일, 6번째 싱글 〈「고마워」~세상의 어디에 있어도~〉를 발매. 12월 25일 ~ 2011년 1월 16일, 콘서트 Hey! Say! JUMP 《「고마워」~세상의 어디에 있어도~ WINTER CONCERT 2010-2011》 개최.
2011년 3월 28일 ~ 5월 29일, 콘서트 《Hey! Say! JUMP with NYC SPRING CONCERT 2011》을 개최 예정이었지만 동일본 대지진의 영향으로 3월 공연을 중지한다. 4월, 《소년구락부》의 사회를 맡는다. 4월 10일 ~ 5월 29일, 콘서트 《Hey! Say! JUMP & 「용기100%」》 전국 투어를 개최. 4월 16일 《양양JUMP(ヤンヤンJUMP)》가 시작된다. 6월 27일, 모리모토가 과거에 흡연하고 있던 것이 〈주간 여성〉의 보도로 발각. 무기한의 활동 휴지 처분을 쟈니즈 사무소가 발표해, 당면은 9명으로 활동하게 되었다. 6월 29일, 7번째 싱글 〈OVER〉를 발매. 8월 7일 ~ 9월 11일 무대 《SUMMARY 2011》에 출연. 공연 첫날 개최 전에 멤버가 회견을 열고 근신처분에 대해 사과했다. 9월 18일·24일·25일, 무대 《안녕 여름 방학! SUMMARY 스페셜》을 개최. 9월 21일, 8번째 싱글 《Magic Power》를 발매. 11월 14일 시점에서, 쟈니즈 사무소 공식 사이트 ‘Johnny's net’, 동 공식 휴대 사이트 ‘Johnny's web’, 소속 레코드 회사 ‘제이스톰’ 공식 사이트로부터, 모리모토의 프로필이 삭제되고 있는 것이 확인 되었다,

### 2012년~2016년: 첫 해외 공연·무대 주연
2012년 3월 ~ 6월, 첫 아시아 투어를 개최. 요코하마 아레나에서의 콘서트에서 발표. 2월 22일, 9번째 싱글 「SUPER DELICATE」를 발매. 5월 26일·27일 첫 해외 공연(총 4공연)을 홍콩에서 실시했다. 6월 6일 두 번째 앨범 〈JUMP WORLD〉를 발매. 7월 8일 ~ 9월 23일, 콘서트 투어 《Hey! Say! JUMP TOUR 2012》를 개최. 11월 10일 ~ 다음 해 1월 무대 《JOHNNYS' World -쟈니스 월드-》에서 좌장을 맡는다.
2013년 4월 13일 ~ 8월 23일, 콘서트 투어 《Hey! Say! JUMP 전국에 JUMP 투어 2013》을 개최. 6월 26일, 10번째 싱글 〈Come On A My House〉를 발매. 12월 25일 11번째 싱글 〈Ride With Me〉를 발매.
2014년 2월 5일, 12번째 싱글 〈AinoArika/사랑하면 더 해피 라이프〉를 발매. 6월 18일 3번째 앨범 〈smart〉 발매. 8월 2일 ~ 10월 13일, 전국 콘서트 투어 《smart》를 개최. 이 공연에서 관객동원수가 100만명을 돌파했다. 통산 69공연, 동원 총수 103만 5000명은 현역 아티스트로 최다 기록. 9월 3일, 13번째 싱글 〈위크엔더/내일로의 YELL〉을 발매.
2015년 4월 29일, 14번째 싱글 〈Chau#/워 I Need You〉를 발매. 6월 24일, 4번째 앨범 〈JUMPing CAR〉를 발매. 2014년 12월 29일 처음으로 단발 버라이어티로 방송됐다. 그룹 첫 단독 레귤러 프로그램 《이타다키 하이점프(いただきハイジャンプ)》으로 7월 8일부터 정규화 되었다.
7월 25일 ~ 10월 12일 콘서트 투어 《JUMPing CARnival》 개최. 8월 22·23일 《24시간 TV 38》의 메인 퍼스널리티를 V6와 함께 맡는다. 10월 21일, 15번째 싱글 〈키미아트랙션〉을 발매. 12월 9일, Yahoo! 검색 대상 2015·아이돌 부문상을 수상. 12월 30·31일: 교세라 돔 오사카에서 첫 단독 카운트다운 콘서트를 개최.
2016년 5월 11일, 16번째 싱글 〈진검 SUNSHINE〉을 발매. 7월 23일·24일, 《FNS 27시간 페스티벌》로, ‘전국 고교 덩크 선수권’의 스페셜 서포터에 발탁. 7월 27일 5번째 앨범 〈DEAR.〉를 발매, 통산 5작 연속 1위를 기록. 7월 28일 ~ 11월 3일, 콘서트 투어 〈Hey! Say! JUMP LIVE TOUR 2016 DEAR.〉를 개최. 10월 26일, 17번째의 싱글 〈Fantastic Time〉을 발매. 12월 14일, 18번째의 싱글 〈Give Me Love〉를 발매. 12월 31일 ~ 2017년 1월 1일 도쿄돔에서 단독 카운트다운 콘서트 개최.

### 2017년~2021년: 데뷔 10주년, 홍백가합전 출연, 4대 돔 투어, 오카모토 탈퇴
2017년 1월 1일 도쿄 돔 사상 최초의 하루 2회 콘서트 공연. 2월 22일, 19번째 싱글 〈OVER THE TOP〉을 발매. 7월 5일, 20번째의 싱글 〈Precious Girl/Are You There?〉를 발매. 7월 26일 그룹 첫 베스트 앨범인 〈Hey! Say! JUMP 2007-2017 I/O〉를 발매. 8월 11일 ~ 10월 15일, 콘서트 투어 《Hey! Say! JUMP I/Oth Anniversary Tour 2017》을 개최. 요코하마 아레나 공연 속에서 12월부터 3대 돔 투어(오사카·나고야·도쿄)에서 열리는 《Hey! Say! JUMP I/Oth Anniversary Tour 2017-2018》의 연말 연시 공연을 개최하는 것을 발표. CD 데뷔 기념일인 11월 14일에 도쿄 체육관에서 데뷔 10주년 이벤트 《ULTRA JUMParty ~진정한 Hey! Say! JUMP는 나다!!~》를 개최. 12월 8일 ~ 2018년 1월 1일, 《Hey! Say! JUMP I/Oth Anniversary Tour 2017-2018》을 개최. 12월 20일, 21번째의 싱글 〈White Love〉를 발매. 12월 31일, 〈제68회 NHK 홍백가합전〉에 첫 출전해, 〈Come On A My House〉를 백조 톱 선두로서 가창.
2018년 1월 17일, 무라이 가히로 미야기현 지사로부터, 2018년도 미야기현 관광 캠페인 캐릭터로 임명된다. 2월 14일, 22번째의 싱글 〈마에오무케〉를 발매. 6월 23일, 오카모토 케이토가 미국의 2년제 연극학교, 아메리칸 아카데미 오브 드라마틱 아츠의 뉴욕학교에 유학하기 위해, 2년간 그룹 및 연예 활동을 일시 중단할 것을 발표했다. 8월 1일, 23번째의 싱글 〈COSMIC☆HUMAN〉을 발매. 8월 22일 6번째 앨범 〈SENSE or LOVE〉를 발매했다. 8월 31일 ~ 2019년 1월 20일, 아레나·4대 돔 투어 《Hey! Say! JUMP LIVE TOUR SENSE or LOVE》를 개최. 무사시노의 모리 종합 스포츠 플라자 메인 아레나 공연에서 추가 공연으로서 4대 돔 투어를 개최하는 것을 발표. 12월 31일 《제69회 NHK 홍백가합전》에 2년 연속 두 번째 출전을 했고, 〈Ultra Music Power ~ Hey! Say! 홍백 스페셜 ver.~〉를 선보였다.
2019년 5월 19일 일부 팬의 대중교통기관 이용 매너에 관한 문제로 재삼의 호소에도 불구하고 상황이 개선되지 않았다고 해서 데뷔 이후 계속해 온 아레나 회장에서의 콘서트를 같은 해는 보류한다는 취지의 발표가 행해졌다. 5월 22일, 24번째의 싱글 〈Lucky-Unlucky/Oh! my darling〉을 발매. 5월 29일, Hey! Say! JUMP 명의로서는 첫 DVD 싱글 〈사랑만이 전부 -What do you want?-〉를 발매. 8월 21일, 25번째의 싱글 《팡파르!》 발매. 10월 5일 ~ 6일 《Johnny's presents Hey! Say! JUMP LIVE 2019 in Taipei》를 개최. 10월 30일, 7번째 앨범 〈PARADE〉를 발매. 11월 29일 ~ 2020년 1월 13일, 오사카, 나고야, 도쿄, 후쿠오카의 각 돔을 도는 4대 돔 투어 《Hey! Say! JUMP DOME TOUR 2019-2020 PARADE》를 개최. 11월 19일 “ABU송 페스티벌 in TOKYO”에 출연. 12월 31일 《제70회 NHK 홍백가합전》에 3년 연속 3번째 출전을 하고 〈앞을 향해 ~영화 스페셜 버전~〉을 선보였다.
2020년 2월 26일, 26번째의 싱글 〈I am/Muah Muah〉를 발매. 같은 해 5월 13일, 쟈니즈 사무소 소속 그룹에 의한 신형 코로나 바이러스 감염 확대 방지의 지원 활동 〈Smile Up! Project〉의 일환으로서, Hey! Say! JUMP의 멤버를 포함한 76명의 기간 한정 유닛 “Twenty★Twenty”를 결성하는 것이 발표되었다. 7월 1일, 통산 27번째의 싱글 〈Last Mermaid...〉를 발매. 9월 30일, 통산 28번째의 싱글 〈Your Song〉을 발매. 12월 16일 8번째 앨범 〈Fab! -Music speaks.-〉을 발매하는 같은 날에 라이브 전달로 봄에 라이브를 실시하는 것이 발표되었다. 12월 31일 《제71회 NHK 홍백가합전》에 4년 연속 4회째 출전을 하며 〈홍백SP 메들리 ～내일로의 YELL 2020～〉을 선보였다.
2021년 4월 5일, 2018년부터 미국 유학을 하고 있던 오카모토가 배우 활동에 전념하기 위해, 같은 달 11일자로 그룹을 탈퇴하는 것이 발표되었다. 탈퇴 후에도 쟈니스 사무소에 재적하면서 활동한다. 4월 9일부터 3일간 생방송으로 전달된 Hey! Say! JUMP 《Fab! -Live speaks.-》에서 9인조로서 마지막 퍼포먼스를 선보였다.
2021년 5월 12일, 통산 29번째의 싱글 〈네거티브 파이터〉를 발매해, 5월 18일에 《제1회 Hey! Say! JUMP 온라인 미팅》을 개최했다. 2021년 8월 25일, 통산 30번째의 싱글 〈군청 런너웨이〉를 발매. CD 데뷔 기념일인 11월 14일 오후 5시부터 “데뷔 15년째 돌입! 온라인 추수 감사절”을 팬클럽 회원 한정으로 무료 생방송 전달. 11월 24일, 통산 31번째의 싱글 〈Sing-along〉를 발매. 11월 28일 ~ 2022년 1월 30일, 콘서트 투어 《!dɒᖷ -Arena speaks.-》를 개최. 덧붙여 아이치현에 의한 신형 코로나 바이러스 규제 완화 실증 실험(수용률 100%)이 동 투어의 12월 11 ~ 12일, 일본 가이시홀 공연에서 실시되었다.

### 2022년 ~ 현재: 데뷔 15주년, 데뷔곡의 봉인
2022년 1월 29일, 야오토메가 돌발성난청(突発性難聴)에 의한 치료를 위해, 같은 날부터 연예 활동을 일시 중지하는 것을 MC를 맡는 《라지라!(らじらー!) 새터데이》(NHK 라디오 제1)에서 발표해, 당분간은 7명으로 활동한다. 5월 25일, 통산 32번째의 싱글로, 첫 트리플 A면 싱글 〈area/사랑을 할 거야/봄제비〉를 발매. 6월 17일 그룹 공식 인스타그램 개설했다.
7월 25일 그룹 최초의 공식 유튜브가 개설되어 첫 공식 로고도 공개됐다. 8월 24일, 9번째의 앨범 〈FILMUSIC!〉를 발매. 11월 12일, NHK 라디오 제1의 《라지라! 새터데이》내에서 야오토메가 활동 재개를 발표. 12월 17일부터 2023년 1월 15일, 오사카, 나고야, 도쿄, 후쿠오카의 각 돔을 도는 4대 돔 투어 《Hey! Say! JUMP 15th Anniversary LIVE TOUR 2022-2023》을 개최. 2023년 5월 31일, 33번째 싱글 《DEAR MY LOVER/우라오모테》를 발매.
2023년 10월 12일, 쟈니 키타가와에 의한 성가해 사건 문제나 쟈니스 사무소의 사명 변경 등으로 인해, 팬클럽 내의 회원 사이트 동영상에서 향후, 데뷔곡인 《Ultra Music Power》를 노래하지 않을 방침이며, 그룹명은 개명하지 않을 것, 앞으로도 8명이 그룹 활동을 계속해 나갈 것을 표명했다.
12월 23일부터 2024년 1월 14일에 걸쳐 아이치, 도쿄, 오사카, 후쿠오카의 각 돔을 도는 4대 돔 투어 《Hey! Say! JUMP LIVE TOUR 2023→2024 PULL UP!》을 개최. 또 공연기간 중 2024년 1월 1일에 발생한 노토반도 지진으로 인해 멤버들이 급히 공연장에서 수록한 것으로 보이는 〈ヒカリサス 히카리사스[*]〉의 오리지널 퍼포먼스 동영상이 공개됐다. 2024년 9월 24일, 그룹을 결성한 날에 34번째의 싱글 〈UMP〉를 발매.

## 수상 경력
- Yahoo! 검색 대상 2015 아이돌 부문[72]
- 일본 골드 디스크 대상
  - 제22회 일본 골드 디스크 대상 「더 베스트 10 뉴 아티스트」일본 음악 부문[109]  / 「더 베스트 10 싱글」 『Ultra Music Power』[110]
  - 제33회 일본 골드 디스크 대상 「베스트 뮤직 비디오」방악 부문 「Hey! Say! JUMP I/Oth Anniversary Tour 2017-2018」[111]

## 작품

### 싱글

#### CD 싱글
| #  | 체제 | 발매일           | 제목                                                                            | 판매 형태                     | 판매 형태   | 규격 번호    | 주간 차트 | 초동 추이 | RIAJ 인증 | 수록 앨범                                  |
| -- | ---- | ---------------- | ------------------------------------------------------------------------------- | ----------------------------- | ----------- | ------------ | --------- | --------- | --------- | ------------------------------------------ |
| 1  | 10명 | 2007년 11월 14일 | Ultra Music Power                                                               | 초회한정반                    | CD+DVD      | JACA-5072/3  | 1위       | 24.7만장  | 플래티넘  | JUMP NO.1                                  |
| 1  | 10명 | 2007년 11월 14일 | Ultra Music Power                                                               | 통상반 초회 프레스 사양       | CD          | JACA-5074    | 1위       | 24.7만장  | 플래티넘  | JUMP NO.1                                  |
| 1  | 10명 | 2007년 11월 14일 | Ultra Music Power                                                               | 통상반                        | CD          | JACA-5075    | 1위       | 24.7만장  | 플래티넘  | JUMP NO.1                                  |
| 2  | 10명 | 2008년 5월 21일  | Dreams come true                                                                | 초회한정반                    | CD+DVD      | JACA-5096/7  | 1위       | 18.1만장  | 플래티넘  | JUMP NO.1                                  |
| 2  | 10명 | 2008년 5월 21일  | Dreams come true                                                                | 통상반                        | CD          | JACA-5098    | 1위       | 18.1만장  | 플래티넘  | JUMP NO.1                                  |
| 3  | 10명 | 2008년 7월 23일  | Your Seed/冒険ライダー 모험 라이더                                              | 초회한정반                    | CD+DVD      | JACA-5106/7  | 1위       | 16.0만장  | 골드      | JUMP NO.1                                  |
| 3  | 10명 | 2008년 7월 23일  | Your Seed/冒険ライダー 모험 라이더                                              | 통상반                        | CD          | JACA-5108    | 1위       | 16.0만장  | 골드      | JUMP NO.1                                  |
| 4  | 10명 | 2008년 10월 22일 | 真夜中のシャドーボーイ 한밤중의 섀도우 보이                                     | 초회한정반                    | CD+DVD      | JACA-5119/20 | 1위       | 21.1만장  | 플래티넘  | JUMP NO.1                                  |
| 4  | 10명 | 2008년 10월 22일 | 真夜中のシャドーボーイ 한밤중의 섀도우 보이                                     | 통상반                        | CD          | JACA-5121    | 1위       | 21.1만장  | 플래티넘  | JUMP NO.1                                  |
| 5  | 10명 | 2010년 2월 24일  | 瞳のスクリーン 눈동자의 스크린                                                  | 초회한정반                    | CD+DVD      | JACA-5209/10 | 1위       | 20.2만장  | 플래티넘  | JUMP NO.1                                  |
| 5  | 10명 | 2010년 2월 24일  | 瞳のスクリーン 눈동자의 스크린                                                  | 통상반                        | CD          | JACA-5211    | 1위       | 20.2만장  | 플래티넘  | JUMP NO.1                                  |
| 6  | 10명 | 2010년 12월 15일 | 「ありがとう」〜世界のどこにいても〜 「고마워」~세상 어디에 있어도~             | 초회한정반                    | CD+DVD      | JACA-5251/2  | 1위       | 15.1만장  | 골드      | JUMP WORLD                                 |
| 6  | 10명 | 2010년 12월 15일 | 「ありがとう」〜世界のどこにいても〜 「고마워」~세상 어디에 있어도~             | 통상반                        | CD          | JACA-5253    | 1위       | 15.1만장  | 골드      | JUMP WORLD                                 |
| 7  | 10명 | 2011년 6월 29일  | OVER                                                                            | 초회한정반 1                  | CD+DVD      | JACA-5271/2  | 1위       | 26.5만장  | 플래티넘  | JUMP WORLD                                 |
| 7  | 10명 | 2011년 6월 29일  | OVER                                                                            | 초회한정반 2                  | CD+DVD      | JACA-5274/5  | 1위       | 26.5만장  | 플래티넘  | JUMP WORLD                                 |
| 7  | 10명 | 2011년 6월 29일  | OVER                                                                            | 통상반                        | CD          | JACA-5273    | 1위       | 26.5만장  | 플래티넘  | JUMP WORLD                                 |
| 8  | 9명  | 2011년 9월 21일  | Magic Power                                                                     | 초회한정반 1                  | CD+DVD      | JACA-5280/1  | 1위       | 21.8만장  | 플래티넘  | JUMP WORLD                                 |
| 8  | 9명  | 2011년 9월 21일  | Magic Power                                                                     | 초회한정반 2                  | CD+DVD      | JACA-5282/3  | 1위       | 21.8만장  | 플래티넘  | JUMP WORLD                                 |
| 8  | 9명  | 2011년 9월 21일  | Magic Power                                                                     | 통상반                        | CD          | JACA-5284    | 1위       | 21.8만장  | 플래티넘  | JUMP WORLD                                 |
| 9  | 9명  | 2012년 2월 22일  | SUPER DELICATE                                                                  | 초회한정반 1                  | CD+DVD      | JACA-5304/5  | 1위       | 24.9만장  | 플래티넘  | JUMP WORLD                                 |
| 9  | 9명  | 2012년 2월 22일  | SUPER DELICATE                                                                  | 초회한정반 2                  | CD+DVD      | JACA-5306/7  | 1위       | 24.9만장  | 플래티넘  | JUMP WORLD                                 |
| 9  | 9명  | 2012년 2월 22일  | SUPER DELICATE                                                                  | 통상반                        | CD          | JACA-5308    | 1위       | 24.9만장  | 플래티넘  | JUMP WORLD                                 |
| 10 | 9명  | 2013년 6월 26일  | Come On A My House                                                              | 초회한정반 1                  | CD+DVD      | JACA-5369/70 | 1위       | 21.8만장  | 플래티넘  | smart                                      |
| 10 | 9명  | 2013년 6월 26일  | Come On A My House                                                              | 초회한정반 2                  | CD          | JACA-5371    | 1위       | 21.8만장  | 플래티넘  | smart                                      |
| 10 | 9명  | 2013년 6월 26일  | Come On A My House                                                              | 통상반                        | CD          | JACA-5372    | 1위       | 21.8만장  | 플래티넘  | smart                                      |
| 11 | 9명  | 2013년 12월 25일 | Ride With Me                                                                    | 초회한정반 1                  | CD+DVD      | JACA-5389/90 | 1위       | 16.3만장  | 플래티넘  | smart                                      |
| 11 | 9명  | 2013년 12월 25일 | Ride With Me                                                                    | 초회한정반 2                  | CD          | JACA-5391    | 1위       | 16.3만장  | 플래티넘  | smart                                      |
| 11 | 9명  | 2013년 12월 25일 | Ride With Me                                                                    | 통상반                        | CD          | JACA-5392    | 1위       | 16.3만장  | 플래티넘  | smart                                      |
| 12 | 9명  | 2014년 2월 5일   | AinoArika/愛すればもっとハッピーライフ 사랑하면 더 해피 라이프                  | 초회한정반 1                  | CD+DVD      | JACA-5393/4  | 1위       | 20.7만장  | 플래티넘  | smart                                      |
| 12 | 9명  | 2014년 2월 5일   | AinoArika/愛すればもっとハッピーライフ 사랑하면 더 해피 라이프                  | 초회한정반 2                  | CD+DVD      | JACA-5395/6  | 1위       | 20.7만장  | 플래티넘  | smart                                      |
| 12 | 9명  | 2014년 2월 5일   | AinoArika/愛すればもっとハッピーライフ 사랑하면 더 해피 라이프                  | 초회한정반 3                  | CD          | JACA-5397    | 1위       | 20.7만장  | 플래티넘  | smart                                      |
| 12 | 9명  | 2014년 2월 5일   | AinoArika/愛すればもっとハッピーライフ 사랑하면 더 해피 라이프                  | 통상반                        | CD          | JACA-5398    | 1위       | 20.7만장  | 플래티넘  | smart                                      |
| 13 | 9명  | 2014년 9월 3일   | ウィークエンダー/明日へのYELL 위크엔더/내일로의 YELL                            | 초회한정반 1                  | CD+DVD      | JACA-5437/8  | 1위       | 18.5만장  | 골드      | JUMPing CAR                                |
| 13 | 9명  | 2014년 9월 3일   | ウィークエンダー/明日へのYELL 위크엔더/내일로의 YELL                            | 초회한정반 2                  | CD+DVD      | JACA-5439/40 | 1위       | 18.5만장  | 골드      | JUMPing CAR                                |
| 13 | 9명  | 2014년 9월 3일   | ウィークエンダー/明日へのYELL 위크엔더/내일로의 YELL                            | 통상반 초회 프레스 사양       | CD          | JACA-5441    | 1위       | 18.5만장  | 골드      | JUMPing CAR                                |
| 13 | 9명  | 2014년 9월 3일   | ウィークエンダー/明日へのYELL 위크엔더/내일로의 YELL                            | 통상반                        | CD          | JACA-5442    | 1위       | 18.5만장  | 골드      | JUMPing CAR                                |
| 14 | 9명  | 2015년 4월 29일  | Chau#/我 I Need You Chau#/워 I Need You                                         | 초회한정반                    | CD+DVD      | JACA-5459/60 | 1위       | 14.7만장  | 골드      | JUMPing CAR                                |
| 14 | 9명  | 2015년 4월 29일  | Chau#/我 I Need You Chau#/워 I Need You                                         | 통상반 초회 프레스 사양       | CD+DVD      | JACA-5461/2  | 1위       | 14.7만장  | 골드      | JUMPing CAR                                |
| 14 | 9명  | 2015년 4월 29일  | Chau#/我 I Need You Chau#/워 I Need You                                         | 통상반                        | CD          | JACA-5463    | 1위       | 14.7만장  | 골드      | JUMPing CAR                                |
| 15 | 9명  | 2015년 10월 21일 | キミアトラクション 키미어트랙션[*] 너의 매력                                    | 초회한정반 1                  | CD+DVD      | JACA-5475/6  | 1위       | 20.3만장  | 플래티넘  | DEAR.                                      |
| 15 | 9명  | 2015년 10월 21일 | キミアトラクション 키미어트랙션[*] 너의 매력                                    | 초회한정반 2                  | CD+DVD      | JACA-5477/8  | 1위       | 20.3만장  | 플래티넘  | DEAR.                                      |
| 15 | 9명  | 2015년 10월 21일 | キミアトラクション 키미어트랙션[*] 너의 매력                                    | 통상반                        | CD          | JACA-5479    | 1위       | 20.3만장  | 플래티넘  | DEAR.                                      |
| 16 | 9명  | 2016년 5월 11일  | 真剣SUNSHINE 진검                                                               | 초회한정반 1                  | CD+DVD      | JACA-5598/9  | 1위       | 26.7만장  | 플래티넘  | Hey! Say! JUMP 2007-2017 I/O               |
| 16 | 9명  | 2016년 5월 11일  | 真剣SUNSHINE 진검                                                               | 초회한정반 2                  | CD+DVD      | JACA-5600/1  | 1위       | 26.7만장  | 플래티넘  | Hey! Say! JUMP 2007-2017 I/O               |
| 16 | 9명  | 2016년 5월 11일  | 真剣SUNSHINE 진검                                                               | 통상반                        | CD          | JACA-5602    | 1위       | 26.7만장  | 플래티넘  | Hey! Say! JUMP 2007-2017 I/O               |
| 17 | 9명  | 2016년 10월 26일 | Fantastic Time                                                                  | 초회한정반                    | CD+DVD      | JACA-5628/9  | 1위       | 26.6만장  | 플래티넘  | Hey! Say! JUMP 2007-2017 I/O               |
| 17 | 9명  | 2016년 10월 26일 | Fantastic Time                                                                  | 통상반 초회 프레스 사양       | CD          | JACA-5630    | 1위       | 26.6만장  | 플래티넘  | Hey! Say! JUMP 2007-2017 I/O               |
| 17 | 9명  | 2016년 10월 26일 | Fantastic Time                                                                  | 통상반                        | CD          | JACA-5631    | 1위       | 26.6만장  | 플래티넘  | Hey! Say! JUMP 2007-2017 I/O               |
| 18 | 9명  | 2016년 12월 14일 | Give Me Love                                                                    | 초회한정반                    | CD+DVD      | JACA-5640/1  | 1위       | 24.8만장  | 플래티넘  | Hey! Say! JUMP 2007-2017 I/O               |
| 18 | 9명  | 2016년 12월 14일 | Give Me Love                                                                    | 통상반 초회 프레스 사양       | CD          | JACA-5642    | 1위       | 24.8만장  | 플래티넘  | Hey! Say! JUMP 2007-2017 I/O               |
| 18 | 9명  | 2016년 12월 14일 | Give Me Love                                                                    | 통상반                        | CD          | JACA-5643    | 1위       | 24.8만장  | 플래티넘  | Hey! Say! JUMP 2007-2017 I/O               |
| 19 | 9명  | 2017년 2월 22일  | OVER THE TOP                                                                    | 초회한정반 1                  | CD+DVD      | JACA-5649/50 | 1위       | 27.2만장  | 플래티넘  | Hey! Say! JUMP 2007-2017 I/O               |
| 19 | 9명  | 2017년 2월 22일  | OVER THE TOP                                                                    | 초회한정반 2                  | CD+DVD      | JACA-5651/2  | 1위       | 27.2만장  | 플래티넘  | Hey! Say! JUMP 2007-2017 I/O               |
| 19 | 9명  | 2017년 2월 22일  | OVER THE TOP                                                                    | 통상반                        | CD          | JACA-5653    | 1위       | 27.2만장  | 플래티넘  | Hey! Say! JUMP 2007-2017 I/O               |
| 20 | 9명  | 2017년 7월 5일   | Precious Girl/Are You There?                                                    | 초회한정반 1                  | CD+DVD      | JACA-5670/1  | 1위       | 25.6만장  | 플래티넘  | SENSE or LOVE                              |
| 20 | 9명  | 2017년 7월 5일   | Precious Girl/Are You There?                                                    | 초회한정반 2                  | CD+DVD      | JACA-5672/3  | 1위       | 25.6만장  | 플래티넘  | SENSE or LOVE                              |
| 20 | 9명  | 2017년 7월 5일   | Precious Girl/Are You There?                                                    | 통상반                        | CD          | JACA-5674    | 1위       | 25.6만장  | 플래티넘  | SENSE or LOVE                              |
| 21 | 9명  | 2017년 12월 20일 | White Love                                                                      | 초회한정반 1                  | CD+DVD      | JACA-5708/9  | 1위       | 28.7만장  | 플래티넘  | SENSE or LOVE                              |
| 21 | 9명  | 2017년 12월 20일 | White Love                                                                      | 초회한정반 2                  | CD+DVD      | JACA-5710/1  | 1위       | 28.7만장  | 플래티넘  | SENSE or LOVE                              |
| 21 | 9명  | 2017년 12월 20일 | White Love                                                                      | 통상반                        | CD          | JACA-5712    | 1위       | 28.7만장  | 플래티넘  | SENSE or LOVE                              |
| 22 | 9명  | 2018년 2월 14일  | マエヲムケ 마에오무케[*] 앞을 향해                                              | 초회한정반                    | CD+DVD      | JACA-5713/4  | 1위       | 24.5만장  | 플래티넘  | SENSE or LOVE                              |
| 22 | 9명  | 2018년 2월 14일  | マエヲムケ 마에오무케[*] 앞을 향해                                              | 통상반 초회 프레스 사양       | CD          | JACA-5715    | 1위       | 24.5만장  | 플래티넘  | SENSE or LOVE                              |
| 22 | 9명  | 2018년 2월 14일  | マエヲムケ 마에오무케[*] 앞을 향해                                              | 통상반                        | CD          | JACA-5716    | 1위       | 24.5만장  | 플래티넘  | SENSE or LOVE                              |
| 23 | 9명  | 2018년 8월 1일   | COSMIC☆HUMAN                                                                    | 초회한정반 1                  | CD+DVD      | JACA-5744/5  | 1위       | 22.1만장  | 플래티넘  | PARADE                                     |
| 23 | 9명  | 2018년 8월 1일   | COSMIC☆HUMAN                                                                    | 초회한정반 2                  | CD+DVD      | JACA-5746/7  | 1위       | 22.1만장  | 플래티넘  | PARADE                                     |
| 23 | 9명  | 2018년 8월 1일   | COSMIC☆HUMAN                                                                    | 통상반                        | CD          | JACA-5748    | 1위       | 22.1만장  | 플래티넘  | PARADE                                     |
| 24 | 8명  | 2019년 5월 22일  | Lucky-Unlucky/Oh! my darling                                                    | 초회한정반 1 [JUMPremium BOX] | CD+DVD+굿즈 | JACA-5777/8  | 1위       | 19.9만장  | 플래티넘  | PARADE                                     |
| 24 | 8명  | 2019년 5월 22일  | Lucky-Unlucky/Oh! my darling                                                    | 초회한정반 2                  | CD+DVD      | JACA-5779/80 | 1위       | 19.9만장  | 플래티넘  | PARADE                                     |
| 24 | 8명  | 2019년 5월 22일  | Lucky-Unlucky/Oh! my darling                                                    | 통상반                        | CD          | JACA-5781    | 1위       | 19.9만장  | 플래티넘  | PARADE                                     |
| 25 | 8명  | 2019년 8월 21일  | ファンファーレ! 팡파르!                                                         | 초회한정반 1                  | CD+DVD      | JACA-5801/2  | 1위       | 22.4만장  |           | PARADE                                     |
| 25 | 8명  | 2019년 8월 21일  | ファンファーレ! 팡파르!                                                         | 초회한정반 2                  | CD+DVD      | JACA-5803/4  | 1위       | 22.4만장  |           | PARADE                                     |
| 25 | 8명  | 2019년 8월 21일  | ファンファーレ! 팡파르!                                                         | 통상반                        | CD          | JACA-5805    | 1위       | 22.4만장  |           | PARADE                                     |
| 26 | 8명  | 2020년 2월 26일  | I am/Muah Muah                                                                  | 초회한정반 1                  | CD+DVD      | JACA-5822/3  | 1위       | 20.6만장  | 플래티넘  | Fab! -Music speaks.-                       |
| 26 | 8명  | 2020년 2월 26일  | I am/Muah Muah                                                                  | 초회한정반 2                  | CD+DVD      | JACA-5824/5  | 1위       | 20.6만장  | 플래티넘  | Fab! -Music speaks.-                       |
| 26 | 8명  | 2020년 2월 26일  | I am/Muah Muah                                                                  | 통상반                        | CD          | JACA-5826    | 1위       | 20.6만장  | 플래티넘  | Fab! -Music speaks.-                       |
| 27 | 8명  | 2020년 7월 1일   | Last Mermaid...                                                                 | 초회한정반 1                  | CD+DVD      | JACA-5827/8  | 1위       | 20.6만장  | 골드      | Fab! -Music speaks.-                       |
| 27 | 8명  | 2020년 7월 1일   | Last Mermaid...                                                                 | 초회한정반 2                  | CD+DVD      | JACA-5829/30 | 1위       | 20.6만장  | 골드      | Fab! -Music speaks.-                       |
| 27 | 8명  | 2020년 7월 1일   | Last Mermaid...                                                                 | 통상반                        | CD          | JACA-5831    | 1위       | 20.6만장  | 골드      | Fab! -Music speaks.-                       |
| 28 | 8명  | 2020년 9월 30일  | Your Song                                                                       | 초회한정반 1                  | CD+DVD      | JACA-5852/3  | 1위       | 21.0만장  | 플래티넘  | Fab! -Music speaks.-                       |
| 28 | 8명  | 2020년 9월 30일  | Your Song                                                                       | 초회한정반 2                  | CD+DVD      | JACA-5854/5  | 1위       | 21.0만장  | 플래티넘  | Fab! -Music speaks.-                       |
| 28 | 8명  | 2020년 9월 30일  | Your Song                                                                       | 통상반                        | CD          | JACA-5856    | 1위       | 21.0만장  | 플래티넘  | Fab! -Music speaks.-                       |
| 29 | 8명  | 2021년 5월 12일  | ネガティブファイター 네거티브 파이터                                            | 초회한정반 1                  | CD+DVD      | JACA-5891/2  | 1위       | 21.5만장  | 플래티넘  | FILMUSIC!                                  |
| 29 | 8명  | 2021년 5월 12일  | ネガティブファイター 네거티브 파이터                                            | 초회한정반 1                  | CD+Blu-ray  | JACA-5893/4  | 1위       | 21.5만장  | 플래티넘  | FILMUSIC!                                  |
| 29 | 8명  | 2021년 5월 12일  | ネガティブファイター 네거티브 파이터                                            | 초회한정반 2                  | CD+DVD      | JACA-5895/6  | 1위       | 21.5만장  | 플래티넘  | FILMUSIC!                                  |
| 29 | 8명  | 2021년 5월 12일  | ネガティブファイター 네거티브 파이터                                            | 초회한정반 2                  | CD+Blu-ray  | JACA-5897/8  | 1위       | 21.5만장  | 플래티넘  | FILMUSIC!                                  |
| 29 | 8명  | 2021년 5월 12일  | ネガティブファイター 네거티브 파이터                                            | 통상반                        | CD          | JACA-5899    | 1위       | 21.5만장  | 플래티넘  | FILMUSIC!                                  |
| 30 | 8명  | 2021년 8월 25일  | 群青ランナウェイ 군청 런너웨이                                                  | 초회한정반1                   | CD+DVD      | JACA-5918/9  | 1위       | 23.6만장  | 플래티넘  | FILMUSIC!                                  |
| 30 | 8명  | 2021년 8월 25일  | 群青ランナウェイ 군청 런너웨이                                                  | 초회한정반1                   | CD+Blu-ray  | JACA-5920/1  | 1위       | 23.6만장  | 플래티넘  | FILMUSIC!                                  |
| 30 | 8명  | 2021년 8월 25일  | 群青ランナウェイ 군청 런너웨이                                                  | 초회한정반 2                  | CD+DVD      | JACA-5922/3  | 1위       | 23.6만장  | 플래티넘  | FILMUSIC!                                  |
| 30 | 8명  | 2021년 8월 25일  | 群青ランナウェイ 군청 런너웨이                                                  | 초회한정반 2                  | CD+Blu-ray  | JACA-5924/5  | 1위       | 23.6만장  | 플래티넘  | FILMUSIC!                                  |
| 30 | 8명  | 2021년 8월 25일  | 群青ランナウェイ 군청 런너웨이                                                  | 통상반                        | CD          | JACA-5926    | 1위       | 23.6만장  | 플래티넘  | FILMUSIC!                                  |
| 31 | 8명  | 2021년 11월 24일 | Sing-along                                                                      | 초회한정반 1                  | CD+DVD      | JACA-5942/3  | 1위       | 19.8만장  | 플래티넘  | FILMUSIC!                                  |
| 31 | 8명  | 2021년 11월 24일 | Sing-along                                                                      | 초회한정반 1                  | CD+Blu-ray  | JACA-5944/5  | 1위       | 19.8만장  | 플래티넘  | FILMUSIC!                                  |
| 31 | 8명  | 2021년 11월 24일 | Sing-along                                                                      | 초회한정반 2                  | CD+DVD      | JACA-5946/7  | 1위       | 19.8만장  | 플래티넘  | FILMUSIC!                                  |
| 31 | 8명  | 2021년 11월 24일 | Sing-along                                                                      | 초회한정반 2                  | CD+Blu-ray  | JACA-5948/9  | 1위       | 19.8만장  | 플래티넘  | FILMUSIC!                                  |
| 31 | 8명  | 2021년 11월 24일 | Sing-along                                                                      | 통상반                        | CD          | JACA-5950    | 1위       | 19.8만장  | 플래티넘  | FILMUSIC!                                  |
| 32 | 8명  | 2022년 5월 25일  | a r e a/恋をするんだ 코이오스룬다[*]/春玄鳥 하루츠바메[*] 사랑을 할 거야/봄제비 | 초회한정【a r e a】반         | CD+DVD      | JACA-5969/70 | 1위       | 22.9만장  | 플래티넘  | FILMUSIC!                                  |
| 32 | 8명  | 2022년 5월 25일  | a r e a/恋をするんだ 코이오스룬다[*]/春玄鳥 하루츠바메[*] 사랑을 할 거야/봄제비 | 초회한정【a r e a】반         | CD+Blu-ray  | JACA-5971/2  | 1위       | 22.9만장  | 플래티넘  | FILMUSIC!                                  |
| 32 | 8명  | 2022년 5월 25일  | a r e a/恋をするんだ 코이오스룬다[*]/春玄鳥 하루츠바메[*] 사랑을 할 거야/봄제비 | 초회한정【코이오스룬다】반    | CD+DVD      | JACA-5973/4  | 1위       | 22.9만장  | 플래티넘  | FILMUSIC!                                  |
| 32 | 8명  | 2022년 5월 25일  | a r e a/恋をするんだ 코이오스룬다[*]/春玄鳥 하루츠바메[*] 사랑을 할 거야/봄제비 | 초회한정【코이오스룬다】반    | CD+Blu-ray  | JACA-5975/6  | 1위       | 22.9만장  | 플래티넘  | FILMUSIC!                                  |
| 32 | 8명  | 2022년 5월 25일  | a r e a/恋をするんだ 코이오스룬다[*]/春玄鳥 하루츠바메[*] 사랑을 할 거야/봄제비 | 초회한정【하루츠바메】반      | CD+DVD      | JACA-5977/8  | 1위       | 22.9만장  | 플래티넘  | FILMUSIC!                                  |
| 32 | 8명  | 2022년 5월 25일  | a r e a/恋をするんだ 코이오스룬다[*]/春玄鳥 하루츠바메[*] 사랑을 할 거야/봄제비 | 초회한정【하루츠바메】반      | CD+Blu-ray  | JACA-5979/80 | 1위       | 22.9만장  | 플래티넘  | FILMUSIC!                                  |
| 32 | 8명  | 2022년 5월 25일  | a r e a/恋をするんだ 코이오스룬다[*]/春玄鳥 하루츠바메[*] 사랑을 할 거야/봄제비 | 통상반                        | CD          | JACA-5981    | 1위       | 22.9만장  | 플래티넘  | FILMUSIC!                                  |
| 33 | 8명  | 2023년 5월 31일  | DEAR MY LOVER/ウラオモテ 우라오모테[*] 속사정                                   | 초회한정반 1                  | CD+Blu-ray  | JACA-6049/50 | 1위       | 24.2만장  | 플래티넘  | P.U!（DEAR MY LOVER） PULL UP!(우라오모테) |
| 33 | 8명  | 2023년 5월 31일  | DEAR MY LOVER/ウラオモテ 우라오모테[*] 속사정                                   | 초회한정반 1                  | CD+DVD      | JACA-6051/2  | 1위       | 24.2만장  | 플래티넘  | P.U!（DEAR MY LOVER） PULL UP!(우라오모테) |
| 33 | 8명  | 2023년 5월 31일  | DEAR MY LOVER/ウラオモテ 우라오모테[*] 속사정                                   | 초회한정반 2                  | CD+Blu-ray  | JACA-6053/4  | 1위       | 24.2만장  | 플래티넘  | P.U!（DEAR MY LOVER） PULL UP!(우라오모테) |
| 33 | 8명  | 2023년 5월 31일  | DEAR MY LOVER/ウラオモテ 우라오모테[*] 속사정                                   | 초회한정반 2                  | CD+DVD      | JACA-6055/6  | 1위       | 24.2만장  | 플래티넘  | P.U!（DEAR MY LOVER） PULL UP!(우라오모테) |
| 33 | 8명  | 2023년 5월 31일  | DEAR MY LOVER/ウラオモテ 우라오모테[*] 속사정                                   | 통상반                        | CD          | JACA-6057    | 1위       | 24.2만장  | 플래티넘  | P.U!（DEAR MY LOVER） PULL UP!(우라오모테) |
| 34 | 8명  | 2024년 9월 24일  | UMP                                                                             | U반：초회한정반 1             | CD+Blu-ray  | LCCA-6154/5  | 1위       | 21.7만장  | TBA       | H+                                         |
| 34 | 8명  | 2024년 9월 24일  | UMP                                                                             | U반：초회한정반 1             | CD+DVD      | LCCA-6156/7  | 1위       | 21.7만장  | TBA       | H+                                         |
| 34 | 8명  | 2024년 9월 24일  | UMP                                                                             | M반: 초회한정반 2             | CD+Blu-ray  | LCCA-6158/9  | 1위       | 21.7만장  | TBA       | H+                                         |
| 34 | 8명  | 2024년 9월 24일  | UMP                                                                             | M반: 초회한정반 2             | CD+DVD      | LCCA-6160/1  | 1위       | 21.7만장  | TBA       | H+                                         |
| 34 | 8명  | 2024년 9월 24일  | UMP                                                                             | P반: 완전생산한정판           | CD          | LCCA-6162    | 1위       | 21.7만장  | TBA       | H+                                         |
| 34 | 8명  | 2024년 9월 24일  | UMP                                                                             | 통상반                        | CD          | LCCA-6163    | 1위       | 21.7만장  | TBA       | H+                                         |

#### DVD 싱글
| # | 체제 | 발매일          | 제목                                                                 | 판매 형태                     | 판매 형태 | 규격 품번   | 주간 차트 | 초동 추이 | RIAJ 인증 | 수록 앨범 |
| - | ---- | --------------- | -------------------------------------------------------------------- | ----------------------------- | --------- | ----------- | --------- | --------- | --------- | --------- |
| 1 | 8명  | 2019년 5월 29일 | 愛だけがすべて -What do you want?- 사랑만이 전부 -What do you want?- | 초회한정 1 [JUMPremium BOX반] | DVD+굿즈  | JABA-5342   | 1위       | 18.5만장  | 골드      | PARADE    |
| 1 | 8명  | 2019년 5월 29일 | 愛だけがすべて -What do you want?- 사랑만이 전부 -What do you want?- | 초회한정판 2 [미타조노반]     | DVD+CD    | JABA-5343/4 | 1위       | 18.5만장  | 골드      | PARADE    |
| 1 | 8명  | 2019년 5월 29일 | 愛だけがすべて -What do you want?- 사랑만이 전부 -What do you want?- | 통상반                        | DVD+CD    | JABA-5345/6 | 1위       | 18.5만장  | 골드      | PARADE    |

### 앨범

#### 정규 앨범
| #  | 체제 | 발매일           | 제목                 | 판매 형태               | 판매 형태  | 규격 품번       | 주간 차트 | 초동 추이 | RIAJ 인증 |
| -- | ---- | ---------------- | -------------------- | ----------------------- | ---------- | --------------- | --------- | --------- | --------- |
| 1  | 10명 | 2010년 7월 7일   | JUMP NO.1            | 초회한정반              | CD         | JACA-5230       | 1위       | 15.6만장  | 골드      |
| 1  | 10명 | 2010년 7월 7일   | JUMP NO.1            | 통상반                  | CD         | JACA-5231       | 1위       | 15.6만장  | 골드      |
| 2  | 9명  | 2012년 6월 6일   | JUMP WORLD           | 초회한정반              | CD+DVD     | JACA-5322/3     | 1위       | 12.7만장  | 골드      |
| 2  | 9명  | 2012년 6월 6일   | JUMP WORLD           | 통상반 초회 프레스 사양 | CD         | JACA-5324       | 1위       | 12.7만장  | 골드      |
| 2  | 9명  | 2012년 6월 6일   | JUMP WORLD           | 통상반                  | CD         | JACA-5324       | 1위       | 12.7만장  | 골드      |
| 3  | 9명  | 2014년 6월 18일  | smart                | 초회한정반 1            | CD+DVD     | JACA-5430/1     | 1위       | 12.7만장  | 골드      |
| 3  | 9명  | 2014년 6월 18일  | smart                | 초회한정반 2            | CD+DVD     | JACA-5432/3     | 1위       | 12.7만장  | 골드      |
| 3  | 9명  | 2014년 6월 18일  | smart                | 통상반 초회 프레스 사양 | 2CD        | JACA-5434/5     | 1위       | 12.7만장  | 골드      |
| 3  | 9명  | 2014년 6월 18일  | smart                | 통상반                  | CD         | JACA-5436       | 1위       | 12.7만장  | 골드      |
| 4  | 9명  | 2015년 6월 24일  | JUMPing CAR          | 초회한정반 1            | CD+DVD     | JACA-5467/8     | 1위       | 17.7만장  | 골드      |
| 4  | 9명  | 2015년 6월 24일  | JUMPing CAR          | 초회한정반 2            | CD+DVD     | JACA-5469/70    | 1위       | 17.7만장  | 골드      |
| 4  | 9명  | 2015년 6월 24일  | JUMPing CAR          | 통상반                  | CD         | JACA-5471       | 1위       | 17.7만장  | 골드      |
| 5  | 9명  | 2016년 7월 27일  | DEAR.                | 초회한정반 1            | CD+DVD     | JACA-5614/5     | 1위       | 25.8만장  | 플래티넘  |
| 5  | 9명  | 2016년 7월 27일  | DEAR.                | 초회한정반 2            | 2CD        | JACA-5616/7     | 1위       | 25.8만장  | 플래티넘  |
| 5  | 9명  | 2016년 7월 27일  | DEAR.                | 통상반                  | CD         | JACA-5618       | 1위       | 25.8만장  | 플래티넘  |
| 6  | 8명  | 2018년 8월 22일  | SENSE or LOVE        | 초회한정반              | 2CD+DVD    | JACA-5749〜51   | 1위       | 20.9만장  | 플래티넘  |
| 6  | 8명  | 2018년 8월 22일  | SENSE or LOVE        | 통상반 초회 프레스 사양 | CD         | JACA-5752       | 1위       | 20.9만장  | 플래티넘  |
| 6  | 8명  | 2018년 8월 22일  | SENSE or LOVE        | 통상반                  | CD         | JACA-5753       | 1위       | 20.9만장  | 플래티넘  |
| 7  | 8명  | 2019년 10월 30일 | PARADE               | 초회한정반 1            | CD+DVD     | JACA-5811/2     | 1위       | 18.9만장  | 플래티넘  |
| 7  | 8명  | 2019년 10월 30일 | PARADE               | 초회한정반 2            | CD+DVD     | JACA-5813/4     | 1위       | 18.9만장  | 플래티넘  |
| 7  | 8명  | 2019년 10월 30일 | PARADE               | 통상반                  | CD         | JACA-5815       | 1위       | 18.9만장  | 플래티넘  |
| 8  | 8명  | 2020년 12월 16일 | Fab! -Music speaks.- | 초회한정반 1            | CD+DVD     | JACA-5857/8     | 1위       | 25.0만장  | 플래티넘  |
| 8  | 8명  | 2020년 12월 16일 | Fab! -Music speaks.- | 초회한정반 2            | CD+DVD     | JACA-5859/60    | 1위       | 25.0만장  | 플래티넘  |
| 8  | 8명  | 2020년 12월 16일 | Fab! -Music speaks.- | 통상반                  | CD         | JACA-5861       | 1위       | 25.0만장  | 플래티넘  |
| 9  | 8명  | 2022년 8월 24일  | FILMUSIC!            | 초회한정반 1            | CD+DVD     | JACA-6002/3     | 1위       | 20.2만장  | 골드      |
| 9  | 8명  | 2022년 8월 24일  | FILMUSIC!            | 초회한정반 1            | CD+Blu-ray | JACA-6004/5     | 1위       | 20.2만장  | 골드      |
| 9  | 8명  | 2022년 8월 24일  | FILMUSIC!            | 초회한정반 2            | CD+DVD     | JACA-6006/7     | 1위       | 20.2만장  | 골드      |
| 9  | 8명  | 2022년 8월 24일  | FILMUSIC!            | 초회한정반 2            | CD+Blu-ray | JACA-6008/9     | 1위       | 20.2만장  | 골드      |
| 9  | 8명  | 2022년 8월 24일  | FILMUSIC!            | 통상반                  | CD         | JACA-6010       | 1위       | 20.2만장  | 골드      |
| 10 | 8명  | 2023년 12월 6일  | PULL UP!             | 초회한정반 1            | CD+Blu-ray | JACA-6108/9     | 1위       | 19.9만장  | 골드      |
| 10 | 8명  | 2023년 12월 6일  | PULL UP!             | 초회한정반 1            | CD+DVD     | JACA-6110/11    | 1위       | 19.9만장  | 골드      |
| 10 | 8명  | 2023년 12월 6일  | PULL UP!             | 초회한정반 2            | CD+Blu-ray | JACA-6112/13    | 1위       | 19.9만장  | 골드      |
| 10 | 8명  | 2023년 12월 6일  | PULL UP!             | 초회한정반 2            | CD+DVD     | JACA-6114/15    | 1위       | 19.9만장  | 골드      |
| 10 | 8명  | 2023년 12월 6일  | PULL UP!             | 통상반                  | CD         | JACA-6116       | 1위       | 19.9만장  | 골드      |
| 11 | 8명  | 2024년 11월 27일 | H+                   | 초회한정반 1            | CD+Blu-ray | LCCA-6164～6165 | TBA       | TBA       | TBA       |
| 11 | 8명  | 2024년 11월 27일 | H+                   | 초회한정반 1            | CD+DVD     | LCCA-6166～6167 | TBA       | TBA       | TBA       |
| 11 | 8명  | 2024년 11월 27일 | H+                   | 초회한정반 2            | CD+Blu-ray | LCCA-6168～6169 | TBA       | TBA       | TBA       |
| 11 | 8명  | 2024년 11월 27일 | H+                   | 초회한정반 2            | CD+DVD     | LCCA-6170～6171 | TBA       | TBA       | TBA       |
| 11 | 8명  | 2024년 11월 27일 | H+                   | 통상반                  | CD         | LCCA-6172       | TBA       | TBA       | TBA       |

#### 베스트 앨범
| # | 체제 | 발매일          | 제목                         | 판매 형태    | 판매 형태 | 규격 품번    | 주간 차트 | 초동 추이 | RIAJ 인증 |
| - | ---- | --------------- | ---------------------------- | ------------ | --------- | ------------ | --------- | --------- | --------- |
| 1 | 9명  | 2017년 7월 26일 | Hey! Say! JUMP 2007-2017 I/O | 초회한정반 1 | 2CD+DVD   | JACA-5700〜2 | 1위       | 29.7만장  | 플래티넘  |
| 1 | 9명  | 2017년 7월 26일 | Hey! Say! JUMP 2007-2017 I/O | 초회한정반 2 | 3CD       | JACA-5703〜5 | 1위       | 29.7만장  | 플래티넘  |
| 1 | 9명  | 2017년 7월 26일 | Hey! Say! JUMP 2007-2017 I/O | 통상반       | 2CD       | JACA-5706/7  | 1위       | 29.7만장  | 플래티넘  |

#### 디지털 EP
| # | 체제 | 발매일           | 제목 | 규격 품번 | 주간 차트 |
| - | ---- | ---------------- | ---- | --------- | --------- |
| 1 | 8명  | 2023년 10월 24일 | P.U! | JADA-0028 | 1위       |

### 기타 노래
- 勇気100%  - 히카루 겐지 곡의 커버이며, NHK TV 애니메이션 《닌타마 란타로》 2009년도 오프닝 테마송. 〈닌타마 란타로 30 years anniversary THE BEST SONGS〉에 TV판을 수록.
- 夢色 - 같은 엔딩 테마곡. 이 앨범 외, 〈닌타마 란타로 20주년 기념 앨범 오프닝 & 엔딩집〉에 수록.

### 영상 작품
| #  | 체제 | 발매일           | 제목 | 판매 형태               | 규격 품번     | 주간 차트                                                                               | 초동 추이                                                                               | RIAJ 인증                                                                               |
| -- | ---- | ---------------- | --- | ----------------------- | ------------- | --------------------------------------------------------------------------------------- | --------------------------------------------------------------------------------------- | --------------------------------------------------------------------------------------- |
| 1  | 10명 | 2008년 4월 30일  | Hey! Say! JUMP デビュー&ファーストコンサート いきなり!in 東京ドーム Hey! Say! JUMP 데뷔 & 첫 콘서트 갑자기! in 도쿄 돔 | 2DVD                    | JABA-5040/1   | 2위                                                                                     | 7.0만장                                                                                 | 골드                                                                                    |
| 2  | 10명 | 2009년 4월 29일  | Hey! Say! Jump-ing Tour '08-'09                                                                                        | DVD                     | JABA-5049     | 1위                                                                                     | 7.7만장                                                                                 | 골드                                                                                    |
| 3  | 10명 | 2010년 9월 15일  | Hey! Say! 2010 TEN JUMP                                                                                                | 초회 프레스 사양(2DVD)  | JABA-5072/3   | 1위                                                                                     | 8.8만장                                                                                 | 골드                                                                                    |
| 3  | 10명 | 2010년 9월 15일  | Hey! Say! 2010 TEN JUMP                                                                                                | 통상판 (2DVD)           | JABA-5072/3   | 1위                                                                                     | 8.8만장                                                                                 | 골드                                                                                    |
| 4  | 10명 | 2011년 1월 12일  | SUMMARY2010 | DVD                     | JABA-5079     | 1위                                                                                     | 7.4만장                                                                                 |                                                                                         |
| 5  | 9명  | 2012년 3월 7일   | SUMMARY 2011 in DOME                                                                                                   | 초회 프레스 사양 (2DVD) | JABA-5094/5   | 1위                                                                                     | 6.1만장                                                                                 |                                                                                         |
| 5  | 9명  | 2012년 3월 7일   | SUMMARY 2011 in DOME                                                                                                   | 통상판 (2DVD)           | JABA-5094/5   | 1위                                                                                     | 6.1만장                                                                                 |                                                                                         |
| 6  | 9명  | 2012년 11월 7일  | JUMP WORLD 2012 | 초회 프레스 사양 (2DVD) | JABA-5103/4   | 1위                                                                                     | 5.5만장                                                                                 |                                                                                         |
| 6  | 9명  | 2012년 11월 7일  | JUMP WORLD 2012 | 통상판 (2DVD)           | JABA-5103/4   | 1위                                                                                     | 5.5만장                                                                                 |                                                                                         |
| 7  | 9명  | 2013년 11월 13일 | 全国へJUMPツアー2013 전국에 JUMP 투어 2013                                                                             | 초회 프레스 사양 (2DVD) | JABA-5112/3   | 1위                                                                                     | 5.4만장                                                                                 |                                                                                         |
| 7  | 9명  | 2013년 11월 13일 | 全国へJUMPツアー2013 전국에 JUMP 투어 2013                                                                             | 통상판 (2DVD)           | JABA-5112/3   | 1위                                                                                     | 5.4만장                                                                                 |                                                                                         |
| 8  | 9명  | 2015년 2월 18일  | Hey! Say! JUMP LIVE TOUR 2014 smart                                                                                    | 초회한정반 (3DVD)       | JABA-5124〜6  | 1위                                                                                     | 7.6만장                                                                                 |                                                                                         |
| 8  | 9명  | 2015년 2월 18일  | Hey! Say! JUMP LIVE TOUR 2014 smart                                                                                    | 통상판 (2DVD)           | JABA-5127/8   | 1위                                                                                     | 7.6만장                                                                                 |                                                                                         |
| 9  | 9명  | 2016년 2월 10일  | Hey! Say! JUMP LIVE TOUR 2015 JUMPing CARnival                                                                         | 초회한정반 (2DVD)       | JABA-5158/9   | 1위                                                                                     | 15.4만장                                                                                | 골드                                                                                    |
| 9  | 9명  | 2016년 2월 10일  | Hey! Say! JUMP LIVE TOUR 2015 JUMPing CARnival                                                                         | 통상판 (DVD)            | JABA-5160     | 1위                                                                                     | 15.4만장                                                                                | 골드                                                                                    |
| 10 | 9명  | 2017년 4월 26일  | Hey! Say! JUMP LIVE TOUR 2016 DEAR.                                                                                    | 초회한정반 (2DVD)       | JABA-5174/5   | 1위                                                                                     | 17.6만장                                                                                |                                                                                         |
| 10 | 9명  | 2017년 4월 26일  | Hey! Say! JUMP LIVE TOUR 2016 DEAR.                                                                                    | 통상판 (DVD)            | JABA-5176     | 1위                                                                                     | 17.6만장                                                                                |                                                                                         |
| 11 | 9명  | 2018년 6월 27일  | Hey! Say! JUMP I/Oth Anniversary Tour 2017-2018                                                                        | 초회한정반 1 (3DVD)     | JABA-5312〜4  | 1위                                                                                     | 33.3만장                                                                                | 플래티넘                                                                                |
| 11 | 9명  | 2018년 6월 27일  | Hey! Say! JUMP I/Oth Anniversary Tour 2017-2018                                                                        | 초회한정반 2 (3DVD)     | JABA-5315〜7  | 1위                                                                                     | 33.3만장                                                                                | 플래티넘                                                                                |
| 11 | 9명  | 2018년 6월 27일  | Hey! Say! JUMP I/Oth Anniversary Tour 2017-2018                                                                        | 통상판 (3DVD)           | JABA-5318〜20 | 1위                                                                                     | 33.3만장                                                                                | 플래티넘                                                                                |
| 12 | 8명  | 2019년 7월 24일  | Hey! Say! JUMP LIVE TOUR SENSE or LOVE                                                                                 | 초회한정반 (3DVD)       | JABA-5350〜2  | 1위                                                                                     | 7.8만장 (DVD) 8.4만장 (BD) 16.2만장 (합계)                                              | 골드                                                                                    |
| 12 | 8명  | 2019년 7월 24일  | Hey! Say! JUMP LIVE TOUR SENSE or LOVE                                                                                 | 통상판 (2DVD)           | JABA-5353/4   | 1위                                                                                     | 7.8만장 (DVD) 8.4만장 (BD) 16.2만장 (합계)                                              | 골드                                                                                    |
| 12 | 8명  | 2019년 7월 24일  | Hey! Say! JUMP LIVE TOUR SENSE or LOVE                                                                                 | 초회한정반 (2Blu-ray)   | JAXA-5092/3   | 1위                                                                                     | 7.8만장 (DVD) 8.4만장 (BD) 16.2만장 (합계)                                              | 골드                                                                                    |
| 12 | 8명  | 2019년 7월 24일  | Hey! Say! JUMP LIVE TOUR SENSE or LOVE                                                                                 | 통상판 (Blu-ray)        | JAXA-5094     | 1위                                                                                     | 7.8만장 (DVD) 8.4만장 (BD) 16.2만장 (합계)                                              | 골드                                                                                    |
| 13 | 8명  | 2020년 8월 5일   | Hey! Say! JUMP LIVE TOUR 2019-2020 PARADE                                                                              | 초회한정반 (3DVD)       | JABA-5379〜81 | 1위                                                                                     | 8.2만장 (DVD) 10.1만장 (BD) 18.2만장 (합계)                                             | 골드                                                                                    |
| 13 | 8명  | 2020년 8월 5일   | Hey! Say! JUMP LIVE TOUR 2019-2020 PARADE                                                                              | 통상판 (2DVD)           | JABA-5382〜83 | 1위                                                                                     | 8.2만장 (DVD) 10.1만장 (BD) 18.2만장 (합계)                                             | 골드                                                                                    |
| 13 | 8명  | 2020년 8월 5일   | Hey! Say! JUMP LIVE TOUR 2019-2020 PARADE                                                                              | 초회한정반 (2Blu-ray)   | JAXA-5118〜19 | 1위                                                                                     | 8.2만장 (DVD) 10.1만장 (BD) 18.2만장 (합계)                                             | 골드                                                                                    |
| 13 | 8명  | 2020년 8월 5일   | Hey! Say! JUMP LIVE TOUR 2019-2020 PARADE                                                                              | 통상판 (Blu-ray)        | JAXA-5120     | 1위                                                                                     | 8.2만장 (DVD) 10.1만장 (BD) 18.2만장 (합계)                                             | 골드                                                                                    |
| 14 | 8명  | 2021년 7월 31일  | Hey! Say! JUMP Fab! -Live speaks.-                                                                                     | DVD판 (2DVD)            | JSNC-035〜036 | 전용 사이트만으로 주문할 수 있는 통판 한정 상품・완전 수주 생산 한정판때문에 집계 없음. | 전용 사이트만으로 주문할 수 있는 통판 한정 상품・완전 수주 생산 한정판때문에 집계 없음. | 전용 사이트만으로 주문할 수 있는 통판 한정 상품・완전 수주 생산 한정판때문에 집계 없음. |
| 14 | 8명  | 2021년 7월 31일  | Hey! Say! JUMP Fab! -Live speaks.-                                                                                     | Blu-ray판 (2Blu-ray)    | JSNC-037〜038 | 전용 사이트만으로 주문할 수 있는 통판 한정 상품・완전 수주 생산 한정판때문에 집계 없음. | 전용 사이트만으로 주문할 수 있는 통판 한정 상품・완전 수주 생산 한정판때문에 집계 없음. | 전용 사이트만으로 주문할 수 있는 통판 한정 상품・완전 수주 생산 한정판때문에 집계 없음. |
| 15 | 8명  | 2023년 7월 12일  | Hey! Say! JUMP 15th Anniversary LIVE TOUR 2022-2023                                                                    | 초회한정반 (3DVD)       | JABA-5491〜93 | 1위                                                                                     | 4.8만장 (DVD) 8.8만장 (BD) 13.6만장 (합계)                                              |                                                                                         |
| 15 | 8명  | 2023년 7월 12일  | Hey! Say! JUMP 15th Anniversary LIVE TOUR 2022-2023                                                                    | 통상판 (2DVD)           | JABA-5494〜95 | 1위                                                                                     | 4.8만장 (DVD) 8.8만장 (BD) 13.6만장 (합계)                                              |                                                                                         |
| 15 | 8명  | 2023년 7월 12일  | Hey! Say! JUMP 15th Anniversary LIVE TOUR 2022-2023                                                                    | 초회한정반 (2Blu-ray)   | JAXA-5216〜17 | 1위                                                                                     | 4.8만장 (DVD) 8.8만장 (BD) 13.6만장 (합계)                                              |                                                                                         |
| 15 | 8명  | 2023년 7월 12일  | Hey! Say! JUMP 15th Anniversary LIVE TOUR 2022-2023                                                                    | 통상판 (2Blu-ray)       | JAXA-5218〜19 | 1위                                                                                     | 4.8만장 (DVD) 8.8만장 (BD) 13.6만장 (합계)                                              |                                                                                         |
| 16 | 8명  | 2024년 8월 21일  | Hey! Say! JUMP LIVE TOUR 2023-2024 PULL UP!                                                                            | 초회한정반 (3DVD)       | LCBA-5515〜17 | 1위                                                                                     | 4.7만장(DVD) 8.9만장(BD) 13.6만장(합계)                                                 |                                                                                         |
| 16 | 8명  | 2024년 8월 21일  | Hey! Say! JUMP LIVE TOUR 2023-2024 PULL UP!                                                                            | 통상판 (2DVD)           | LCBA-5518〜19 | 1위                                                                                     | 4.7만장(DVD) 8.9만장(BD) 13.6만장(합계)                                                 |                                                                                         |
| 16 | 8명  | 2024년 8월 21일  | Hey! Say! JUMP LIVE TOUR 2023-2024 PULL UP!                                                                            | 초회한정판 (2Blu-ray)   | LCXA-5238〜39 | 1위                                                                                     | 4.7만장(DVD) 8.9만장(BD) 13.6만장(합계)                                                 |                                                                                         |
| 16 | 8명  | 2024년 8월 21일  | Hey! Say! JUMP LIVE TOUR 2023-2024 PULL UP!                                                                            | 통상판 (2Blu-ray)       | LCXA-5240〜41 | 1위                                                                                     | 4.7만장(DVD) 8.9만장(BD) 13.6만장(합계)                                                 |                                                                                         |

### 타이업
| 악곡                               | 타이업                                                                                 |
| ---------------------------------- | -------------------------------------------------------------------------------------- |
| Ultra Music Power                  | 후지 TV계 〈배구 월드컵 2007〉 이미지송 TV 도쿄계 〈Hi! Hey! Say!〉 테마송             |
| Chance to Change                   | 후지 TV계 〈제39회 봄의 고등학교 밸리 전국 대회〉 이미지 송                            |
| 涙くんさよなら                     | 닛폰 TV 드라마 《선생님은 대단햇!》 삽입곡                                             |
| Dreams come true                   | 후지 TV·TBS계 〈2008 베이징 올림픽 배구 세계 최종 예선〉 이미지송                      |
| Your Seed                          | 애니메이션 영화 《쿵푸 팬더》 일본어 더빙판 주제가                                     |
| カンフーの戦い                     | 애니메이션 영화 《쿵푸 팬더》 일본어 더빙판 주제가                                     |
| 冒険ライダー                       | 《오다이바 모험왕 파이널 ~너가 오지 않으면 끝낼 수 없다!~》 이미지송                   |
| 真夜中のシャドーボーイ             | 닛폰 TV 드라마 《스크랩 티쳐 ~교사 재생~》 주제가                                      |
| スクール革命                       | 닛폰 TV계 《갑자기 티쳐 Q!》 테마송                                                    |
| 勇気100%                           | NHK 교육 애니메이션 《닌타마 란타로 제17 시리즈》 오프닝 테마송                        |
| 夢色                               | NHK 교육 애니메이션 《닌타마 란타로 제17 시리즈》 엔딩 테마송                          |
| 情熱JUMP                           | 후지 TV계 《제40회 봄의 고등학교 밸리 전국 대회》 이미지송                             |
| Memories                           | 닛폰 TV 드라마 《좌목탐정 EYE》 주제가                                                 |
| 瞳のスクリーン                     | 닛폰 TV 드라마 《좌목탐정 EYE》 주제가                                                 |
| Magic Power                        | 애니메이션 영화 《스머프》 일본어 더빙판 주제가                                        |
| SUPER DELICATE                     | 닛폰 TV 드라마 《이상의 아들》 주제가                                                  |
| Come On A My House                 | CM：하우스 식품 「버몬트 카레」                                                        |
| Ride With Me                       | 닛폰 TV 드라마 《킨다이치 소년의 사건부 고쿠몬 학원 살인사건》 주제가                  |
| AinoArika                          | TBS계 드라마 《다크시스템 사랑의 왕좌결정전》주제가                                    |
| 愛すればもっとハッピーライフ       | CM：하우스 식품 「버몬트 카레」                                                        |
| ウィークエンダー                   | 닛폰 TV 드라마 《킨다이치 소년의 사건부 N(neo)》 주제가                                |
| 明日へのYELL                       | 후지 TV계 드라마 《수구 양키스》 주제가                                                |
| Chau＃                             | CM：부르봉 「아몬드 캐러멜 팝콘」                                                      |
| 我 I Need You                      | TV 도쿄계 〈리틀 도쿄 라이브〉 엔딩 테마                                               |
| キラキラ光れ                       | CM：하우스 식품 「버몬트 카레」                                                        |
| キミアトラクション                 | CM：코세 코스메포트 「소프티모」                                                       |
| 愛のシュビドゥバ                   | CM：부르봉 「아몬드 캐러멜 팝콘」                                                      |
| SUNSHINE                           | CM：코세 코스메포트 「선컷 (R)」                                                       |
| We are 男の子!                     | TV 도쿄계 〈리틀 도쿄 생명〉 엔딩 테마곡                                               |
| Eternal                            | CM：코세 코스메포트 「클리어턴」                                                       |
| Fantastic Time                     | 닛폰 TV계 애니메이션 《타임 보칸 24》 오프닝 테마곡                                    |
| Give Me Love                       | 후지 TV계 드라마 《카인과 아벨》 주제가                                                |
| OVER THE TOP                       | 닛폰 TV계 애니메이션 《타임 보칸 24》 오프닝 테마곡                                    |
| Smile in Summer                    | CM：코세 코스메포트 「선컷」                                                           |
| Precious Girl                      | CM：코세 코스메포트 「포춘」                                                           |
| White Love                         | 영화 《미성년이지만 어린애는 아냐》 주제가                                             |
| マエヲムケ                         | 닛폰 TV 드라마 《킨무마시킨 겨울 ~ 우리 집 문제는 없었던 일로~》 주제가                |
| COSMIC☆HUMAN                       | 닛폰 TV 드라마 《도쿄 에일리언 브라더스》 주제가                                       |
| Lucky-Unlucky                      | 닛폰 TV 드라마 《화가 나도 바보와는 싸우지마!》 주제가                                 |
| 愛だけがすべて -What do you want?- | TV 아사히 드라마 《가정부 남자 미타조노 시즌3》 주제가                                 |
| 上を向いて歩こう                   | 닛폰 TV 드라마 《무마시킨 겨울 2019 여름 ~여름에도 추워서 죽을 것 같습니다~》 주제가   |
| ファンファーレ!                    | TV 아사히 드라마 《세미오토코》 주제가                                                 |
| I am                               | TV 도쿄 드라마 《나는 어디에서》 주제가                                                |
| Muah Muah                          | CM：코세 코스메포트 「포춘」                                                           |
| Last Mermaid...                    | TV 아사히 드라마 《가정부 남자 미타조노 시즌4》 주제가                                 |
| Your Song                          | TBS계 드라마 《아슬아슬한 두 사람 - K2 - 이케부쿠로서 형사 칸자키 · 쿠로키》주제가     |
| Fab-ism                            | CM：SHOWROOM 「smash.」                                                                |
| ネガティブファイター               | 닛폰 TV 드라마 《탐정 ☆ 호시카모》 주제가 CM：SHOWROOM 「smash.」                      |
| 群青ランナウェイ                   | 도카이 TV×WOWOW 공동제작 연속 드라마 《준교수 ・ 타카츠키 아키라의 짐작 시즌1》 주제가 |
| Sing-along                         | 〈세계 체조·세계 신체조 2021〉 테마 송 CM：SHOWROOM 「smash.」                         |
| Break The Wall                     | 도카이 TV×WOWOW 공동제작 연속 드라마 《준교수 ・ 타카츠키 아키라의 짐작 시즌2》 주제가 |
| 恋をするんだ                       | TV 아사히 드라마 《나의 귀여움은 곧 소비기한!?》 주제가                                |
| 春玄鳥                             | 닛폰 TV계 애니메이션 《러브 올 플레이》 오프닝 테마곡                                  |
| a r e a                            | TV 아사히 드라마 《가정부 남자 미타조노 시즌5》 주제가                                 |
| サンダーソニア                     | 닛폰 TV계 애니메이션 《러브 올 플레이》 주제가                                         |
| Fate or Destiny                    | 후지 TV계 드라마 《순애 디서넌스》 주제가                                              |
| ウラオモテ                         | 후지 TV계 드라마 《친애하는 나에게 살의를 담아》 주제가                                |
| DEAR MY LOVER                      | TBS계 드라마 《왕에게 바치는 약지》주제가                                              |
| だいすきなきみへ                   | NHK 〈모두의 노래〉 2023년 10월 ~ 11월 테마송                                          |
| それぞれ。                         | TV 아사히 드라마 《가정부 남자 미타조노 시즌6》 주제가                                 |
| NERD                               | CBC 테레비 드라마 《오소레》 엔딩 테마곡                                               |

| 악곡                  | 타이업                                                                   |
| --------------------- | ------------------------------------------------------------------------ |
| ミステリー ヴァージン | 닛폰 TV 드라마 《킨다이치 소년의 사건부 홍콩 구룡 재보 살인사건》 주제가 |
| Oh! my darling        | CM：코세 코스메포트 「라체스카」                                         |

| 악곡         | 타이업                             |
| ------------ | ---------------------------------- |
| 俺たちの青春 | 닛폰 TV 드라마 《고쿠센 3》 삽입곡 |

| 악곡                       | 타이업                                            |
| -------------------------- | ------------------------------------------------- |
| Hey! Say!                  | TBS계 애니메이션 《러브★콤플렉스》 오프닝 테마곡  |
| BON BON                    | TBS계 애니메이션 《러브★콤플렉스》 엔딩 테마곡    |
| 輝きデイズ                 | CM：롯데「PLUS X 프루티오」                       |
| ガンバレッツゴー!          | 후지 TV계 〈제41회 봄의 배구 전국 대회〉 이미지송 |
| 花 えがお                  | 닛폰 TV 드라마 《스프라우트》 주제가              |
| Oh! My Jelly! 〜僕らはOK〜 | CM：부르봉 「젤리 시리즈」                        |
| やんちゃなヒーロー         | NHK 교육 애니메이션 《닌타마 란타로》 엔딩 테마곡 |

| 악곡           | 타이업                              |
| -------------- | ----------------------------------- |
| Are You There? | 닛폰 TV 드라마 《고식 로봇》 주제가 |

## 출연
※단독 출연 작품은 각 멤버의 항목을 참조.

### 버라이어티 프로그램
- 폭소 100분 TV! 헤이세이 패밀리즈 (2007년 10월 7일 ~ 2008년 3월 30일, 닛폰 TV) - 야마다, 나카지마, 모리모토
- 힘내라 닛폰! W배 배구로 JUMP - 백식 과외 수업 - (2007년 10월 22일 ~ 25일·29일 ~ 11월 1일, 후지 TV)
- Hi! Hey! Say! (2007년 11월 3일 ~ 2009년 9월 26일, TV 도쿄) - 야부, 야오토메[188]
- 시공간☆세대 배틀 쇼와×헤이세이 (2008년 4월 6일 ~ 2009년 3월 29일, 닛폰 TV) - 나카지마, 야마다, 모리모토
- 힘내라 닛폰! 베이징에 JUMP·백식왕 특별 집중 수업 (2008년 5월 12일 ~ 15일, 후지 TV)
- 스쿨 혁명! (2009년 4월 5일 ~ , 닛폰 TV) - 야마다, 치넨, 야오토메
- 주말 YY JUMPing (2009년 10월 10일[189] ~ 2011년 3월 26일, TV 도쿄) - 야부, 야오토메
- 더 소년구락부 (2010년 4월 2일 ~ 2014년 3월 26일, NHK BS 프리미엄) - 2011년 4월 이전까지 프로그램 서포터, 이후부터 사회
- 양양 JUMP (2011년 4월 16일 ~ 2013년 6월 30일, TV 도쿄)
- 리틀 도쿄 라이브 (2014년 10월 8일 ~ 2019년 9월 26일, TV 도쿄) - 쟈니스 WEST와 주간에 출연
- 이타다키 하이점프 (2015년 7월 8일 ~ 2024년 3월 30일, 후지 TV)[68]
- 이타쟘! (2024년 6월 4일 ~, 후지 TV[190]

### 단발 프로그램
- 헤DL세이 타임 점퍼 (2014년 4월 26일·11월 29일·2016년 1월 15일, TV 아사히)
- Hey! Say! JUMP의 쇼와에 점프 (2017년 4월 29일, NHK 종합)[191]

### 특별 프로그램
- 24시간 TV 「사랑은 지구를 구한다」(2015년 8월 22일 ~ 23일, 닛폰 TV) - 메인 퍼스널리티
- FNS27시간 텔레비전 페스티벌! (2016년 7월 23일 ~ 24일, 후지 TV) - FNS 전국 고교생 슈퍼 덩크 선수권

### NHK 홍백가합전 출연
| 연도   | 회차   | 횟수 | 출장곡                                                                          | 비고         |
| ------ | ------ | ---- | ------------------------------------------------------------------------------- | ------------ |
| 2017년 | 제68회 | 첫   | Come On A My House                                                              | 백조 톱 선두 |
| 2018년 | 제69회 | 2    | Ultra Music Power 〜Hey!Say!紅白スペシャルver.〜 (홍백스페셜)                   |              |
| 2019년 | 제70회 | 3    | 上を向いて歩こう〜令和スペシャルバージョン〜 (위를 향해 걷자~영화 스페셜 버전~) |              |
| 2020년 | 제71회 | 4    | 紅白SPメドレー 〜みんなでエール2020〜 (홍백 SP 메들리)                          |              |

### 배구 토너먼트
※이미지 캐릭터나 스페셜 서포터에 취임해, 이미지 송을 담당한 대회.
- 월드컵 배구 2007 (2007년 11월)
- 제39회 봄의 고등학교 밸리 전국 대회 (2008년 3월)
- 2008 베이징 올림픽 배구 세계 최종 예선
- 제40회 봄의 고등학교 배구 전국 대회 (2009년 3월)
- 제41회 봄의 고등학교 배구 전국 대회 (2010년 3월)
- 제63회 전일본 배구 고등학교 선수권 대회 (2011년 1월)

### 기타 TV 프로그램
- 체조 시간. 「JUMP 체조」(2007년 10월 22일 ~ 11월 2일, 후지 TV)
- 월드컵 배구 2007 W의 전설 (2007년 10월 22일 ~ 11월 1일, 후지 TV)
- 월드컵 배구 2007 (2007년 11월 2일 ~ 12월 2일, 후지 TV)
- 월드컵 배구 2007 하이라이트 (2007년 11월 2일 ~ 12월 2일, 후지 TV)

### CM / 캠페인
- Wii「DECA SPORTA Wii에서 스포츠 "10"종목!」 (2008년 3월 ~ )[192]
- 하우스 식품 「버몬트 카레」
- 부르봉 「아몬드 캐러멜 팝콘」
- 코세 코스메포트
  - 「소프티모」
  - 「썬컷」
  - 「클리어턴」
  - 「라체스카」
  - 「포춘」
- 세븐일레븐「세븐일레븐 페어」
- 엠티아이 「music.jp」 (2017년 2월 ~ )[193][194]
- 2018년도 미야기현 관광 캠페인 캐릭터 (2018년 5월 하순 ~ 2019년 3월)[79]
- SHOWROOM「smash.」 (2020년 12월 ~ )[195]
- 아사히 음료「미츠야 사이다 레모라」 (2021년 11월 14일 ~ )[196]
- 야마자키 비스킷 「르뱅」 (2022년 3월 18일 ~ )[197]
- 쟈니스 사무소 「쟈니스 숍」앰배서더 (2022년 6월 ~ )[198]

### 무대
- SUMMARY 2008 (2008년 8월 2일 - 31일, 오다이바･아오미 J지구 특설 회장 「Johnnys Theater」）[32]
- SUMMARY 2010 (2010년 7월 19일 ~ 8월 29일, 도쿄 돔 시티 내 JCB홀)[47]
- SUMMARY 2011 (2011년 8월 7일 ~ 9월 11일, 도쿄 돔 시티홀)[55]
  - Hey! Say! JUMP 안녕 여름방학! SUMMARY 스페셜 (2011년 9월 18일, 교세라 돔 오사카 / 9월 24일·25일, 도쿄 돔)[199]
- JOHNNYS' World -쟈니스 월드- (2012년 11월 10일 ~ 2013년 1월 27일, 제국극장)[200] - 주연[64]

### 이벤트
- JOHNNYS'Jr. Hey Say 07 in YOKOHAMA ARENA (2007년 9월 24일 제2부 요코하마 아레나) - 쟈니스 주니어의 일원으로 출연, 첫 피로.[3]
- 10年目だよ!見なきゃソンSONG ジャニーズカウントダウン歌合戦 (2007년 12월 31일 ~ 2008년 1월 1일, 도쿄 돔)[201]
- ウシシもぅ大変!東西ドーム10万人集結!!年越しジャニーズ生歌合戦 (2008년 12월 31일 ~ 2009년 1월 1일, 도쿄 돔)[202]
- 도쿄 돔 시티 점등식(악수회) (2009년 11월 11일) - 야마다, 치넨, 아리오카
- 팬 감사 DAY 2009 쟈니스 선발 대운동회 (2009년 12월 13일) - 불참: 야부백팀: 야마다·치넨, 흑팀: 나카지마·모리모토·오카모토·아리오카·타카기·이노오·야오토메 (불참: 야부)[203]
- 吠えろ!ジャニーズ虎の巻 東西ドーム10万人集結!!超豪華年越し生歌合戦 (2009년 12월 31일 ~ 2008년 1월 1일, 도쿄 돔)[203]
- 跳べ!ジャニーズ 嵐を呼ぶ年越し生歌合戦だピョン!! (2010년 12월 31일 ~ 2011년 1월 1일, 도쿄 돔)[204]
- Marching J (2011년 4월 1일 ~ 3일, 요요기 체육관)
- リュウ達来ちゃいなよ!ジャニーズ東西ドーム年越し生歌合戦!! (2011년 12월 31일 ~ 2012년 1월 1일, 도쿄 돔)[205]
- 쟈니스 Jr. 선발 야구 대회 2012 봄 (2012년 3월 18일, 도쿄 돔) 불참: 이노오[206]
- 타키 & 츠바사 10주년 기념 일본 전국 종단 콘서트 (2012년 9월 9일, 도쿄 돔, 2012년 3월 19일에 에이벡스로부터 〈僕のそばには星がある/ビバビバモーレ〉의 타키츠바 SHOP반 부속 DVD에 수록해 발매.)
- 平成25!!15年目だよ!見なきゃソンSONGジャニーズ年越し生放送 (2012년 12월 31일 ~ 2013년 1월 1일, 도쿄 돔)[207]
- JOHNNYS' World의 추수 감사절 in DOME TOKYO・OSAKA (2013년 3월 16일·17일 도쿄 돔 / 3월 30일·31일 교세라 돔 오사카)[208]
- 말할 수 있는 새로운 전설 쟈니스 연월 생방송 (2013년 12월 31일 ~ 2014년 1월 1일, 도쿄 돔)[209]
- Johnnys' countdown 2014-2015 (2014년 12월 31일 ~ 2015년 1월 1일 도쿄 돔)[210]
- 아라시의 두근두근 학교 2015 ~일본이 더 즐거워지는 사계 수업~ (2015년 6월 6일 ~ 7일, 교세라 돔 오사카 / 6월 27 일 ~ 28일, 도쿄 돔)
- V6 LIVE TOUR 2015 -SINCE 1995〜FOREVER- (2015년 11월 1일 - 국립 요요기 경기장 제일 체육관, 2016년 2월 17일에 에이벡스에서 DVD·블루레이 발매) - 이노하라 요시히코의 요청으로 MC에 참가[211]
- “도쿄 돔에 전원 집합” 모두에게 땡큐! 쟈니스 야구 대회 (2016년 4월 13일, 도쿄 돔) - 참가: 치넨, 나카지마, 오카모토, 타카기, 야오토메, 야부[212]
- 쟈니스 카운트다운 2016-2017 (2016년 12월 31일 ~ 2017년 1월 1일, 도쿄 돔)[213]
- 쟈니스 대운동회 2017 (2017년 4월 16일, 도쿄 돔)
- ULTRA JUMParty ~진정한 Hey! Say! JUMP는 나다!! ~ (2017년 11월 14일 (CD 데뷔일), 도쿄 체육관)
- 쟈니스 카운트다운 2017-2018 (2017년 12월 31일 ~ 2018년 1월 1일, 도쿄 돔)
- 쟈니스 카운트다운 2018-2019 (2018년 12월 31일 ~ 2019년 1월 1일, 도쿄 돔)
- 아라시의 두근두근 학교 2019 ~시공을 JUMP! 모두가 사랑스러워지는 수학 여행~ (2019년 6월 22일 ~ 23일, 교세라 돔 오사카 / 6월 29일 - 30일, 도쿄 돔)
- 쟈니스 카운트다운 2019-2020 (2019년 12월 31일 ~ 2020년 1월 1일, 도쿄 돔)
- 쟈니스 카운트다운 2020-2021 (2020년 12월 31일 ~ 2021년 1월 1일, 도쿄 돔)
- Johnny's Festival 〜Thank you 2021 Hello 2022〜 (2021년 12월 30일, 도쿄 돔)[214]
- 쟈니스 카운트다운 2021-2022 (2021년 12월 31일 ~ 2021년 1월 1일, 도쿄 돔)[215]
- TV 아사히 드림 페스티벌 2022 (2022년 9월 24일, 마쿠하리 멧세)[216][주 13]
- SAPPORO MUSIC EXPERIENCE 2024 (2024년 3월 30일, 삿포로 돔)[219][220]
- WE ARE! Let's get the party STARTO!! (2024년 4월 10일, 도쿄 돔 / 5월 29일·30일, 교세라 돔 오사카)[221]

## 서적

### 사진 컬렉션
- Hey! Say! JUMP 첫 사진집 (2009년 11월 21일, 슈에이샤)
  - 부록으로는 사진집의 제작 과정과 눈물의 콘서트 당시의 마음 상태를 담은 DVD가 있다

### 코믹스
- Hey! Say! JUMP (2010년 6월 1일, 쇼가쿠칸)
- Hey! Say! JUMP Vol. 2 (2011년 4월 28일, 쇼가쿠칸)
- Hey! Say! JUMP Vol.3 (2012년 12월 27일, 쇼가쿠칸)
- Hey! Say! JUMP Vol.4 (2014년 7월 25일, 쇼가쿠칸)
- Hey! Say! JUMP Vol.5 (2015년 11월 28일, 쇼가쿠칸)

### 잡지 연재
- 와니북스 『WiNK UP』「쥬시 점프」
- 원 퍼블리싱
  - 『포타토』「쟈카쟈카JUMP」
  - 『TV LIFE』「점프 위드 유」
- 홈사 『duet』「월간! 헤세이 점프」
- 산케이 신문 출판『월간 TV navi』「 이타다키하이점프」  - 「월간 TV 점프」의 연재.
- 매거진 하우스 『anan』「Hey! Say! JUMP 캘린더로 가는 길」
- 겐토샤 『GINGER』「TAG」 (2022년 10월호 ~ )[255]

## 관련 유닛

### Hey! Say! 7 (기간 한정 유닛)
Hey! Say! JUMP의 내부 유닛인 “Hey! Say! 7”(헤이세이세븐)의 전신에 해당하는 기간 한정 유닛이다. TBS계 애니메이션 《러브★콤플렉스》7월 ~ 9월기(온에어는 7월 7일 ~ 9월 29일)의 테마곡을 노래하는, 프로그램과 연동한 유닛으로서 결성. 유닛명의 유래는 2007년에 결성되었기 때문이다.
2007년 4월 3일, 나고야에서 열린 KAT-TUN 전국 투어 첫 날, 주니어 코너에서 첫 선보였다., 같은 해 8월 1일에 데뷔 싱글 〈Hey! Say!〉를 발매. 쟈니즈로서, 멤버 전원이 헤이세이 태어난 유닛이 CD를 릴리스하는 것은 처음이었다. 8월 4일에 도쿄 돔 주변, 8월 5일에 인텍스 오사카 1호관에서 싱글 발매 기념 악수회를 실시했다.

#### 멤버
- 야마다 료스케[260]
- 치넨 유리[260]
- 나카지마 유토[260]
- 아리오카 다이키[260]
- 타카키 유야[260]

#### 싱글
- Hey! Say! (2007년 8월 1일)[259]

#### 오리지널 곡
CD 미수록곡
- FATALISM (작사·작곡: 미야자키 아유미) - JASRAC 작품 코드:140-7679-9

#### 출연

##### 버라이어티
- 더 소년구락부 (2007년, NHK BS 프리미엄)[257]

##### 콘서트
모두 쟈니즈 사무소 소속의 선배 그룹이 실시하고 있던 콘서트의 게스트 출연 및 쟈니스 주니어의 일원으로서의 출연이며, 단독 공연은 행해지지 않았다.
- TOUR 2007 cartoon KAT-TUN II You (2007년 4월 3일 ~ 6월 17일, 일본 가이시 홀·도쿄 돔 외)[256]
- 간사이 쟈니스 Jr. 오사카성 홀 FIRST CONCERT (2007년 5월 6일, 오사카성 홀)[261]
- 쟈니스 Jr.의 대모험! @ 메리디안 (2007년 8월 15일 ~ 24일, 호텔 그랜퍼시픽 메리디안)
- JOHNNYS'Jr. Hey Say 07 in YOKOHAMA ARENA (2007년 9월 23일 ~ 24일 제1부, 요코하마 아레나)

##### 이벤트
- CD 싱글 「Hey! Say!」 발매 기념 악수회(2007년 8월 4일·도쿄, 8월 5일·오사카)

### NYC boys·NYC
2009년 6월 멤버 야마다 료스케와 지넨 유리가 나카야마 유마 w/B.I.Shadow와 함께 “NYC boys”를 결성. 당초는 기간 한정으로 되어 있었지만, 같은 연말의 제60회 NHK 홍백가합전에도 출전해, 활동 계속이 정해졌다. 2010년 3월, 나카야마·야마다·지넨의 3인조 유닛 「NYC」를 결성해, 신곡의 발매를 발표. 이후 야마다와 지넨은 2013년까지 Hey! Say! JUMP와 NYC를 겸임해 활동하고 있었다.

### 센세이션즈
일본어: せんせーションズ .2015년 공개된 영화 《암살교실》에서 등장하는 캐릭터 살생님(殺せんせー) 프로듀스의 9인조 보컬 & 댄스 그룹. 외모는 닮아 있지만, 설정으로서는 Hey! Say! JUMP 와는 별개라고 하는 취급이 되고 있다.

#### 멤버
- 커맨더 - 야마다 료스케[264]
- 닥터 - 지넨 유리[263]
- 바렛 - 나카지마 유토
- SHINOBI - 오카모토 케이토
- 팔콘 주니어 - 아리오카 다이키[264]
- 래피드 파이어 - 타카키 유야
- 기크 - 이노오 케이
- 소닉 헌터 - 야오토메 히카루[263]
- 스코프 - 야부 코타

#### DVD 싱글
- 殺せんせーションズ(살생세이션즈) (2015년 3월 18일)
- さよならセンセーション(안녕 센세이션) (2016년 3월 23일)

### A.Y.T.
2017년 6월부터 닛폰 TV 계열에서 방송되는 드라마 《고식 로봇》의 주제가를 담당하는 그룹으로 출연하는 Hey! Say! JUMP의 멤버 3명에 의해 결성된 유닛.

#### 멤버
- 아리오카 다이키(A)
- 야오토메 히카루(Y)
- 타카키 유야(T)

#### 싱글
- Are You There? - Hey! Say! JUMP와의 양 A면 싱글 〈Precious Girl/Are You There?〉 수록 (2017년 7월 5일)

### 내용주
1. ↑  성장은 가나가와현
2. ↑  쟈니스 사무소 소속의 4인조 록밴드
3. ↑  예를 들면, 제69회 NHK 홍백가합전 등.
4. ↑  야마다와 치넨은 2009년 ~ 2012년에 NYC boys 및 NYC로서 4번의 출전 경험이 있지만, 멤버 9명이 모여 출전하는 것은 처음이었다.[77].
5. ↑  유학중인 오카모토를 제외한다.
6. ↑  「冒険ライダー」에『Hey! Say! JUMP 2007-2017 I/O』 첫 수록.
7. ↑  「愛すればもっとハッピーライフ」에『Hey! Say! JUMP 2007-2017 I/O』 첫 수록.
8. ↑  「我 I Need You」에 『Hey! Say! JUMP 2007-2017 I/O』가 첫 수록.
9. ↑  「Are You There?」에 미수록.
10. ↑  「Oh! my darling」에 미수록.
11. ↑  야오토메는 활동 휴지 중이기 때문에, CD의 「하루츠바메」음원·각 Mix 가창 음원, 및 전형태 재킷 사진과 소책자에는 참여하고 있지만, 그 이외는 불참.
12. ↑  「Ultra Music Power」「明日へのYELL」 순서대로 피로[89]
13. ↑  야마다와 나카지마는 신형 코로나 바이러스 감염으로 불참.[217] 니노미야 카즈나리가 깜짝 출연.[218]

### 참조주
1. ↑  (영어) Hey! Say! JUMP | Album Discography - 올뮤직. 2020-11-28에 확인.
2. 1 2  “쟈니스 헤이세이 태생 10인조 데뷔”. nikkansports.com. 2007년 9월 25일. 2011년 9월 29일에 확인함.
3. 1 2 3 4  “「Hey! Say! JUMP」멤버 전원 헤이세이 태생!… 쟈니스 최다 10명 그룹 탄생!”. 스포츠호치. 2007년 9월 25일. 2007년 10월 1515일에 원본 문서에서 보존된 문서. 2011년 9월 29일에 확인함.
4. ↑  “Profile（Hey! Say! JUMP）”. 《FAMILY CLUB Official Site》. SMILE-UP. 2019년 12월 11일에 원본 문서에서 보존된 문서. 2024년 2월 22일에 확인함.
5. 1 2  “Ｈｅｙ！ Ｓａｙ！ ＪＵＭＰ 팬에게 감사의 15세! 4대 돔 투어 개최도 결정”. 《데일리 스포츠 online》. 2022년 9월 19일. 2022년 9월 19일에 확인함.
6. ↑  “야마다 료스케, 붉은 승부 팬츠 고백! 10주년 이어 후 심경도”. 《마이 네비 뉴스》 (마이나비). 2018년 1월 11일. 2022년 3월 5일에 확인함.
7. ↑  “Hey! Say! JUMP 치넨 유리, 멤버 컬러 ‘핑크’ 이유 밝힌다”. 《모델 프레스》 (인터넷 네이티브). 2019년 6월 16일. 2022년 3월 5일에 확인함.
8. ↑  “나카지마 유토, 멤버 컬러 “하늘색”의 복장에 반응 “되돌아보는 횟수가 많아진다””. 《마이 네비 뉴스》 (마이나비). 2021년 9월 28일. 2022년 3월 5일에 확인함.
9. ↑  “Hey! Say! JUMP 아리오카 다이키 「힐난데스!」텔레워크로 29세 생일 축복”. 《모델프레스》 (인터넷 네이티브). 2020년 4월 14일. 2022년 3월 5일에 확인함.
10. ↑  “타카기 유야 프로필·최신 정보 요약”. 《주간 여성 PRIME》 (주부와 생활사). 2022년 3월 5일에 확인함.
11. ↑  “「청」나카이 마사히로가 떠나 「레드」기무라 타쿠야만이 남았다”. 《닛칸스포츠》 (닛칸스포츠 신문사). 2020년 3월 1일. 2022년 3월 5일에 확인함. Hey！Say！JUMP 그럼 이노오 케이가 파랗고…
12. ↑  “Hey! Say! JUMP, 노란 수건으로 “YELL” 보내는 “빛도 보고 있을까?””. 《ORICON NEWS》 (오리콘). 2022년 2월 23일. 2022년 3월 5일에 확인함.
13. ↑  “야부 코타 프로필·최신 정보 요약”. 《주간 여성PRIME》 (주부와 생활사). 2022년 3월 5일에 확인함.
14. ↑  “Hey!Say! 탈퇴의 모리모토 류타로가 신 유닛으로 연예 활동 재개 「정말 미안해」”. 《스포츠호치》. 2016년 4월 21일. 2016년 4월 23일에 원본 문서에서 보존된 문서. 2016년 4월 21일에 확인함.
15. ↑  “오카모토 케이토 프로필·최신 정보 요약”. 《주간 여성 PRIME》. 주부와 생활사. 2022년 3월 5일에 확인함.
16. ↑  “쟈니 사장의 명명력 광고 전문가가 「천재」라고 말하는 이유”. 《NEWS포스트세븐》. 쇼가쿠칸. 2018년 8월 5일. 2018년 11월 18일에 확인함.
17. ↑  “Hey! Say! JUMP·아리오카 & 타카키의 생명 도전에 야마다 「쟈니스가 OK를 내는 폭이 퍼지고있다 (웃음)」”. 《music.jp 뉴스》. 엠티아이. 2016년 12월 26일. 2018년 11월 18일에 확인함.
18. 1 2 3  “Hey! Say! 최연소 도쿄 돔 공연”. nikkansports.com. 2007년 12월 23일. 2011년 9월 29일에 확인함.
19. 1 2 3  “Hey! Say! JUMP, 첫 등장 1위 데뷔! 사상 첫 부모와 자식으로 데뷔작 1위에”. ORICON STYLE. 2007년 11월 20일. 2012년 6월 10에 확인함.
20. ↑  “야마다 료스케 섹시함에 매료, 열광의 요코아리”. nikkansports.com. 2009년 7월 29일. 2011년 9월 29일에 확인함.
21. ↑  “Hey! Say! JUMP 세계로 떠오르는 첫 아시아 투어 첫날”. 주니치스포츠. 2012年5月4日. 2012년 5월 7일에 원본 문서에서 보존된 문서. 2012년 5월 5일에 확인함.
22. ↑  “요코아리에 Hey!Say!JUMP 있음, 최다 공연 & 동원 기록 갱신”. 《SANSPO.COM》. 2014년 10월 14일. 2019년 12월 12일에 확인함.
23. 1 2  “10년째 Hey! Say! JUMP, 도쿄 돔 역사상 처음 의 하루 2 공연”. 오리콘. 2017년 1월 1일. 2017년 4월 1일에 확인함.
24. 1 2  “Hey! Say! JUMP, 최신 싱글이 첫 등장 1 「데뷔로부터의 싱글 연속 1위 획득 작품수」는 34작【오리콘 랭킹】”. 《ORICON NEWS》. oricon ME. 2024년 10월 1일. 2024년 10월 2일에 확인함.
25. 1 2  “Hey! Say! JUMP 11작 연속 앨범 1 순위 획득【오리콘 랭킹】”. 《ORICON NEWS》. oricon ME. 2023년 12월 12일. 2023년 12월 15일에 확인함.
26. ↑  “W배구는 Hey! Say! JUMP”. nikkansports.com. 2007년 10월 12일. 2011년 9월 29일에 확인함.
27. 1 2 3  “Hey! Say! JUMP, 화려한 데뷔!”. ORICON STYLE. 2007년 12월 26일. 2011년 9월 29일에 확인함.
28. ↑  “Hey! Say! JUMP가 봄의 배구에”. 2008년 3월 20일.
29. 1 2 3  “Hey! Say! JUMP > Concert/Srage > Hey! Say! JUMP Spring Concert 2008”. 2008년 5월 6일에 원본 문서에서 보존된 문서.
30. ↑  “Hey! Say! JUMP가 배구 올림픽 응원”. nikkansports.com. 2008년 5월 18일. 2011년 9월 29일에 확인함.
31. ↑  “쟈니즈 총출의 요약은 물 24톤 사용”. nikkansports.com. 2008년 8월 4일. 2011년 9월 29일에 확인함.
32. 1 2  공연 정보는 다음과 같다：“Hey! Say! JUMP > Concert/Srage > SUMMARY 2008”. Johnny's net. 2008년 5월 22일에 원본 문서에서 보존된 문서. 2017년 5월 21일에 확인함.
33. 1 2  공연 정보는 다음과 같다：“Hey! Say! JUMP > Concert/Srage > Hey! Say! Jump-ing Tour '08-'09”. Johnny's net. 2009년 1월 1일에 원본 문서에서 보존된 문서. 2017년 5월 21일에 확인함.
34. ↑  “올해도 JUMP가 봄의 배구 서포터 역할”. nikkansports.com. 2009년 3월 20일. 2011년 9월 29일에 확인함.
35. ↑  “Hey! Say! 7이 요코하마에서 단독 3공연”. nikkansports.com. 2009년 3월 22일. 2011년 9월 29일에 확인함.
36. 1 2 3  공연 정보는 다음과 같다：“Hey! Say! JUMP > Concert/Srage > Hey! Say! JUMP CONCERT TOUR '09봄”. Johnny's net. 2009년 4월 30일에 원본 문서에서 보존된 문서. 2017년 5월 21일에 확인함.
37. 1 2  “쟈니 사장이 새로운 유닛 명명! 그 이름은「NYC」”. Sponichi Annex. 2009년 6월 8일. 2015년 12월 22일에 원본 문서에서 보존된 문서. 2011년 9월 29일에 확인함.
38. 1 2  공연 정보는 다음과 같다：“Hey! Say! JUMP > Concert/Srage > Hey! Say! サマーコンサート'09 JUMP천국”. Johnny's net. 2009년 8월 24일에 원본 문서에서 보존된 문서. 2017년 5월 21일에 확인함.
39. 1 2  공연 정보는 다음과 같다：“Hey! Say! JUMP > Concert/Srage > Hey! Say! JUMP in TOKYO DOME”. Johnny's net. 2009년 9월 9일에 원본 문서에서 보존된 문서. 2017년 5월 21일에 확인함.
40. ↑  “Hey! Say! JUMP에 5만 5000명”. nikkansports.com. 2009년 9월 14일. 2011년 9월 29일에 확인함.
41. 1 2  공연 정보는 다음과 같다：“Hey! Say! JUMP > Concert/Srage > Hey! Say! JUMP CONCERT TOUR 2009-2010”. Johnny's net. 2010년 1월 4일에 원본 문서에서 보존된 문서. 2017년 5월 21일에 확인함.
42. 1 2  “Hey! Say! JUMP가 데뷔부터 5작 연속 선두, KAT-TUN 이후 2년 3개월 만의 기록”. ORICON STYLE. 2010년 3월 2일. 2012년 6월 10일에 확인함.
43. 1 2  “한정 유닛 「NYC」가 활동 계속의 신곡”. Sponichi Annex. 2010년 3월 2일. 2011년 9월 29일에 확인함.
44. 1 2  공연 정보는 다음과 같다：“Hey! Say! JUMP > Concert/Srage > Hey! Say! 2010 TEN JUMP”. Johnny's net. 2010년 5월 11일에 원본 문서에서 보존된 문서. 2017년 5월 21일에 확인함.
45. ↑  “이번엔 진짜 Hey! Say! JUMP 하라주쿠 나타난다! 광장에서 이례적인 공개 기자회견”. 스포츠호치. 2010년 4월 3일. 2010년 4월 6일에 원본 문서에서 보존된 문서. 2011년 9월 29일에 확인함.
46. ↑  “Hey! Say! JUMP 날았다! 춤추었다!”. 데일리 스포츠. 2010년 7월 22일. 2012年1月16日에 원본 문서에서 보존된 문서. 2011년 9월 29일에 확인함.
47. 1 2  공연 정보는 다음과 같다：“Hey! Say! JUMP > Concert/Srage > SUMMARY 2010”. Johnny's net. 2010년 8월 29일에 원본 문서에서 보존된 문서. 2017년 5월 21일에 확인함.
48. 1 2  공연 정보는 다음과 같다：“Hey! Say! JUMP > Concert/Srage > Hey! Say! JUMP 「고마워」~세상의 어디에 있어도~ WINTER CONCERT 2010〜2011”. Johnny's net. 2011년 1월 13일에 원본 문서에서 보존된 문서. 2017년 5월 21일에 확인함.
49. 1 2  “쟈니스 3월 콘서트 모두 중지”. nikkansports.com. 2011년 3월 16일. 2011년 9월 29일에 확인함.
50. ↑  “쟈니스, 트럭을 무료로 대여”. SANSPO.COM. 2011년 3월 16일. 2011년 8월 30일에 원본 문서에서 보존된 문서. 2011년 9월 29일에 확인함.
51. 1 2 3  공연 정보는 다음과 같다：“Hey! Say! JUMP > Concert/Srage > Hey! Say! JUMP＆｢용기100％｣　전국 투어”. Johnny's net. 2011년 5월 24일에 원본 문서에서 보존된 문서. 2017년 5월 21일에 확인함.
52. ↑  “16세 모리모토 류타로, 흡연 발각 「무기한 근신」”. 데일리 스포츠 온라인. 2011년 6월 28일. 2011년 6월 29일에 원본 문서에서 보존된 문서. 2011년 9월 29일에 확인함.
53. ↑  “Hey! Say!, 흡연으로 연예 활동 정지”. SANSPO.COM. 2011년 6월 28일. 2011년 9월 2일에 원본 문서에서 보존된 문서. 2011년 9월 29일에 확인함.
54. ↑  “Hey! Say! 멤버 흡연 여파… 9명이서 돔”. 데일리 스포츠 온라인. 2011년 6월 29일. 2011년 7월 2일에 원본 문서에서 보존된 문서. 2011년 9월 29일에 확인함.
55. 1 2  공연 정보는 다음과 같다：“Hey! Say! JUMP > Concert/Srage > SUMMARY 2011”. Johnny's net. 2011년 9월 1일에 원본 문서에서 보존된 문서. 2017년 5월 21일에 확인함.
56. ↑  “Hey! Say! JUMP, 멤버의 흡연 문제를 사과해, 여름 항례 무대 개막”. ORICON STYLE. 2011년 8월 8일. 2011년 9월 29일에 확인함.
57. ↑  “Hey! Say! JUMP 축 4세 도쿄 돔에서 “생일” 라이브”. 주니치 스포츠. 2011년 9월 25일. 2011년 9월 27일에 원본 문서에서 보존된 문서. 2011년 9월 29일에 확인함.
58. ↑  공연 정보는 다음과 같다：“Hey! Say! JUMP > Concert/Srage > Hey! Say! JUMP 안녕 여름 방학! SUMMARY 스페셜”. Johnny's net. 2011년 9월 23일에 원본 문서에서 보존된 문서. 2017년 5월 21일에 확인함.
59. 1 2  “Hey! Say! 첫 아시아 투어 결정”. 데일리 스포츠 온라인. 2012년 1월 3일. 2012年1月3日에 원본 문서에서 보존된 문서. 2012년 1월 3일에 확인함.
60. 1 2  “Hey ! Say! 첫 아시아 투어가 결정!”. SANSPO.COM. 2012년 1월 3일. 2012년 1월 3일에 원본 문서에서 보존된 문서. 2012년 1월 3일에 확인함.
61. 1 2  공연 정보는 다음과 같다：“Hey! Say! JUMP > Concert/Srage > Hey! Say! JUMP ASIA FIRST TOUR 2012”. Johnny's net. 2012년 5월 2일에 원본 문서에서 보존된 문서. 2017년 5월 21일에 확인함.
62. 1 2  “【오리콘】 아라시, 신곡으로 35번째 선두 앨범은 Hey! Say! JUMP가 2작 연속 선두”. 《ORICON STYLE》 (오리콘). 2012년 6월 12일. 2013년 5월 17일에 확인함.
63. 1 2  공연 정보는 다음과 같다：“Hey! Say! JUMP > Concert/Srage > Hey! Say! JUMP TOUR 2012”. Johnny's net. 2012년 9월 6일에 원본 문서에서 보존된 문서. 2017년 5월 21일에 확인함.
64. 1 2  “「쟈니스 월드」 빨리 재연 결정 Hey! Say! JUMP 주연 무대”. 《주니치 스포츠》. 2013년 1월 28일. 2013년 1월 30일에 원본 문서에서 보존된 문서. 2018년 10월 14일에 확인함.
65. 1 2  공연 정보는 다음과 같다：“Hey! Say! JUMP > Concert/Srage > Hey! Say! JUMP 전국에 JUMP 투어 2013”. Johnny's net. 2013년 8월 12일에 원본 문서에서 보존된 문서. 2017년 5월 21일에 확인함.
66. ↑  “Hey! Say! JUMP, 신 싱글 “Ride With Me”는 신춘 드라마 <가네다 이치 소년의 사건부> 주제가”. 《TOWER RECORDS ONLINE》 (타워 레코드). 2013년 11월 15일. 2013년 12월 26일에 확인함.
67. 1 2  공연 정보는 다음과 같다：“Hey! Say! JUMP > Concert/Srage > Hey! Say! JUMP LIVE TOUR 2014 smart”. Johnny's net. 2014년 7월 26일에 원본 문서에서 보존된 문서. 2017년 5월 14일에 확인함.
68. 1 2 3  “Hey! Say! 08”. 《더 텔레비전》. KADOKAWA. 2018년 5월 25일에 확인함.
69. ↑  “시청자의 목소리에 부응하여 토요일 낮에 큰 점프!”. 《토레타테 후지 테레비》. 후지 테레비. 2017년 10월 4일. 2018년 5월 25일에 원본 문서에서 보존된 문서. 2018년 5월 25일에 확인함.
70. 1 2  공연 정보는 다음과 같다：“Hey! Say! JUMP > Concert/Srage > Hey! Say! JUMP LIVE TOUR 2015 JUMPing CARnival”. Johnny's net. 2015년 10월 12일에 원본 문서에서 보존된 문서. 2017년 5월 14일에 확인함.
71. ↑  “「24시간 TV」 평균 시청률 15·4%, 역대 18위 태국”. 《스포니치아넥스》. 2015년 8월 25일. 2017년 4월 15일에 확인함.
72. 1 2  “Yahoo! 검색 대상: “올해의 얼굴”에 3대째 JSB 대상 수상에 「모두에게 감사」”. MANTAN WEB. 2015년 12월 9일. 2015년 12월 9일에 확인함.
73. 1 2  공연 정보는 다음과 같다：“Hey! Say! JUMP > Concert/Srage > Hey! Say! JUMP COUNTDOWN LIVE 2015-2016 JUMPing CARnival Count Down”. Johnny's net. 2015년 12월 28일에 원본 문서에서 보존된 문서. 2017년 5월 14일에 확인함.
74. 1 2  “【오리콘】HHey! Say! JUMP, 앨범 자기 최고 매출에서 선두 1st부터 5작 연속”. 《ORICON STYLE》 (오리콘). 2016년 8월 2일. 2017년 4월 14일에 확인함.
75. 1 2  공연 정보는 다음과 같다：“Hey! Say! JUMP > Concert/Srage > Hey! Say! JUMP LIVE TOUR 2016 DEAR.”. Johnny's net. 2016년 10월 21일에 원본 문서에서 보존된 문서. 2017년 5월 14일에 확인함.
76. 1 2  공연 정보는 다음과 같다：“Hey! Say! JUMP > Concert/Srage > Hey! Say! JUMP LIVE 2016-2017 DEAR.”. Johnny's net. 2016년 11월 22일에 원본 문서에서 보존된 문서. 2017년 5월 14일에 확인함.
77. ↑  “Hey!Say!JUMP 홍백 첫 출전! 야마다 료스케 「지원해 준 팬에게 멋진 선물이 생겼다」”. 《TV LIFE web》. 2017년 11월 16일. 2019년 9월 30일에 확인함.
78. 1 2 3  “Hey!Say!JUMP, 홍백 첫 출전에서 톱 타자!”. 《SANSPO.COM》. 2017년 12월 24일. 2020년 1월 26일에 확인함.
79. 1 2  “미야기현×Hey!Say!JUMP 18연도 관광 캠페인에 야오토메씨와 야부씨, 부흥을 뒷받침”. 《가호쿠 신》. 2018년 1월 18일. 2018년 3월 3일에 원본 문서에서 보존된 문서. 2018년 5월 12일에 확인함.
80. 1 2  “Hey! Say! JUMP > Concert/Srage > Hey! Say! JUMP LIVE TOUR SENSE or LOVE”. Johnny's net. 2018년 11월 23일에 원본 문서에서 보존된 문서. 2018년 9월 1일에 확인함.
81. 1 2 3  “8명 JUMP “헤이세이” 마지막 여름, 신시대에 도전 발표! 4대 돔 투어 정해진/데일리 스포츠 online”. 《데일리 스포츠 online》 (일본어). 2018년 9월 1일에 확인함.
82. ↑  “헤이세이 화려 「헤세이를 뛰어넘어 활약을」／홍백 리허”. 《nikkansports.com》. 2018년 12월 29일. 2019년 11월 28일에 확인함.
83. 1 2  “【홍백】Hey! Say! JUMP, 헤이세이 마지막 “대점프 "성공”. 《ORICON NEWS》. 오리콘. 2018년 12월 31일. 2019년 11월 28일에 확인함.
84. ↑  “Hey! Say! JUMP 「고신의 결단」전국 공연 개최 배송 일부 팬의 매너 개선 보이지 않는다”. 《Sponichi Annex》 (스포츠호치 신문사). 2019년 5월 19일. 2019년 5월 19일에 확인함.
85. ↑  “「Hey! Say! JUMP」에 대한 공지”. 《Johnny's net》. 2019년 5월 19일. 2019년 5월 19일에 확인함.
86. ↑  “Hey! Say! JUMP, Jr. 백조에 “일본 대표” 퍼포먼스「쟈니즈의 훌륭함을 전하고 싶다」〈ABU TV 송 페스티벌〉”. 《모델 프레스》. 인터넷 네이티브. 2019년 11월 18일. 2019년 11월 28일에 확인함.
87. 1 2  “Hey! Say! JUMP, , 요염한 일본식 무늬 슈트로 「위를 향해 걷자」수화로 전달한다＜홍백 실전＞”. 《모델 프레스》. 인터넷 네이티. 2019년 12월 31일. 2020년 1월 26일에 확인함.
88. ↑  “쟈니스 15조 참가의 기간 한정 유닛 Twenty★Twenty 결성, 곡 제공은 사쿠라이 카즈오”. 《음악 나탈리》. 2020-5 -15에 확인함.
89. 1 2  “Hey! Say! JUMP, 수건을 사용하여 일본에 에일! 소년 닌자도 고조시킨다”. 《마이 네비 뉴스》. 마이나비. 2020년 12월 31일. 2021년 2월 11일에 확인함.
90. ↑  “Hey! Say! JUMP 오카모토 케이토, 그룹 탈퇴 배우 활동에 전념에”. 《oricon ME》. 2021년 4월 5일. 2021년 4월 5일에 확인함. 필요 이상의 변수가 사용됨: |website= 및 |work= (도움말)
91. ↑  “당사 소속 탤런트 오카모토 케이토(Hey! Say! JUMP)에 관한 보”. 《주식회사 쟈니스 사무소》. 2021년 4월 5일. 2021년 4월 5일에 확인함. 필요 이상의 변수가 사용됨: |website= 및 |work= (도움말)
92. 1 2  “오카모토 케이토 Hey! Say! JUMP를 탈퇴 사무소는 퇴소하지 않고 배우업 중심으로 활동”. 《Sponichi Annex》. 2021년 4월 6일. 2021년 5월 18일에 확인함.
93. ↑  “Hey! Say! JUMP 새로운 싱글은 아리오카 주연 드라마의 주제가, 우지타마이 & 새로운 학교의 리더즈 참가”. 《주식회사 나타샤》. 2021년 3월 26일. 2021년 4월 5일에 확인함. 필요 이상의 변수가 사용됨: |website= 및 |work= (도움말)
94. ↑  “제1회 Hey! Say! JUMP 온라인 미팅”. 《Johnny's net 온라인》. 쟈니스 사무소. 2021. 2021년 5월 18일에 확인함.
95. ↑  “데뷔 15년째 돌입! 온라인 추수 감사절”. 《Johnny's net 온라인》. 쟈니스 사무소. 2021. 2021년 11월 16일에 확인함.
96. ↑  “Hey! Say! JUMP !dɒᖷ -Arena speaks.- 2021.11.28(일) - 2022.01.30()”. 《Hey! Say! JUMP Official Site》. J Storm Inc. 2021년 8월 30일에 확인함.
97. ↑  “Hey!Say!JUMP 콘서트, 백신접종으로 정원증가에 아이치”. 《아사히신문DIGITAL》. 아사히신문사. 2021년 10월 13일. 2021년 10월 15일에 확인함.
98. ↑  “쟈니즈 공연으로 만원 실험 아이치현과 정부, 접종·음성을 확인”. 《주니치신문WEB》 (주니치신문사). 2021년 12월 12일.
99. ↑  “Ｈｅｙ！Ｓａｙ！ＪＵＭＰ야오토메 히카루가 활동 휴지, 돌발성난청 치료에 전념”. 《닛칸스포츠》. 2022년 1월 29일. 2022년 4월 30일에 확인함.
100. ↑  “Hey! Say! JUMP, 공식 인스타그램 개설 오후 11시부터 라이브 전달도 고지”. 《ORICON NEWS》. oricon ME. 2022년 6월 17일. 2022년 7월 10일에 확인함.
101. ↑  Hey! Say! JUMP가 YouTube 채널 개설, 첫 공식 로고 발표 나탈리(2022년 7월 25일) 2022년 7월 31일 열람.
102. ↑  “Hey！Say！JUMP 야오토메 히카루가 활동 재개, 내일 밤 인스타 라이브로 복귀 1월부터 돌발성 난청으로 휴양”. 《Sponichi Annex》. 2022년 11월 12일. 2022년 11월 13일에 확인함.
103. ↑  “당사 소속 탤런트 야오토메 히카루(Hey! Say! JUMP)에 관한 알림”. 《Johnny's net》. 쟈니스 사무소. 2022년 11월 12일. 2022년 11월 13일에 확인함.
104. ↑  《Hey！Say！JUMP 데뷔곡은 「향후 일체 노래하지 않을 것」 방침, 그룹명 변경은 하지 않는 8명의 결정 말한다》. 《Sponichi Annex》. 2023년 10월 12일. 2023년 10월 29일에 확인함.
105. 1 2 3  “Hey！Say！JUMP 데뷔 17년째부터도 기세 가속 라이브 투어 「PULL UP!」에서 51만명 초동원”. 《주니치 스포츠·도쿄 주니치 스포츠》. 2023년 12월 30일. 2024년 3월 4일에 확인함.
106. ↑  “Hey! Say! JUMP, 노토반도 지진 받음 부흥 지원 퍼포먼스 영상 공개 야마다 료스케도 메시지 「조금이라도 닿도록(듯이)」”. 《모델 프레스》. 인터넷 네이티브. 2024년 1월 10일. 2024년 3월 4일에 확인함.
107. ↑  “Hey! Say! JUMP의 지진 재해 부흥 지원 퍼포먼스 영상 공개 「여러분의 미래를 밝게 비추도록」”. 《음악 나탈리》. 나타샤. 2024년 1월 10일. 2024년 3월 4일에 확인함.
108. ↑  이 영상 전달으로 얻은 수익은, 2017년 노토반도 지진으로 피해한 사람들을 지원하기 위해 기부된다.[107]
109. ↑  “제22회 일본 골드 디스크 대상”. 《일본 골드 디스크 대상》 (일본어). 2020년 3월 15일에 확인함.
110. ↑  “제22회 일본 골드 디스크 대상 베스트 10 싱글”. 《일본 골드 디스크 대상》 (일본어). 2020년 3월 15일에 확인함.
111. ↑  “제33회 일본 골드 디스크 대상 베스트 뮤직 비디오”. 《일본 골드 디스크 대상》 (일본어). 2020년 3월 15일에 확인함.
112. ↑  《Hey!Say!JUMP의 싱글 작품》. 《ORICON NEWS》 (oricon ME). 2024년 10월 2일에 확인함.
113. ↑  “배구 여자 베이징행을 뒷받침! Hey! Say! JUMP 1위 획득”. ORICON STYLE. 2008년 5월 27일. 2012년 6월 10일에 확인함.
114. ↑  “Hey! Say! JUMP, 데뷔 이래 3작 연속 선두!”. ORICON STYLE. 2008년 7월 29일. 2012년 6월 10일에 확인함.
115. ↑  “Hey! Say! JUMP, 데뷔 4작 연속 싱글 선두”. ORICON STYLE. 2008년 10월 28일. 2012년 6월 10일에 확인함.
116. ↑  “Hey! Say! JUMP, 데뷔 6작 연속 싱글 선두”. ORICON STYLE. 2010년 12월 21일. 2012년 6월 10일에 확인함.
117. ↑  “Hey! Say! JUMP, 자기 최고 첫주 매출 7작 연속 선두”. ORICON STYLE. 2011년 7월 5일. 2012년 6월 10일에 확인함.
118. ↑  “【오리콘】Hey! Say! JUMP, 신곡이 데뷔에서 8작 연속 선두”. ORICON STYLE. 2011년 9월 27일. 2012년 6월 10일에 확인함.
119. ↑  “【오리콘】Hey! Say! JUMP, 데뷔로부터 9작 연속 선두 각본가·노지마 신지씨 작사곡”. 《ORICON STYLE》. 2012년 2월 28일. 2012년 6월 10일에 확인함.
120. ↑  “【오리콘】Hey! Say! JUMP, 사상 4조째의 데뷔로부터 10작 연속 1위”. 《ORICON STYLE》. 2013년 7월 2일. 2013년 9월 20일에 확인함.
121. ↑  “【오리콘】Hey! Say! JUMP, 데뷔 11작 연속 선두”. 《ORICON STYLE》. 2014년 1월 7일. 2014년 1월 8일에 확인함.
122. ↑  “【오리콘】Hey!Say!JUMP가 12작 연속 선두 야오토메 & 이노오 드라마 주제가”. 《ORICON NEWS》. 2021년 1월 28일에 확인함.
123. ↑  “【오리콘】Hey!Say!JUMP, 데뷔 13회 연속 선두”. 《ORICON STYLE》. 2014년 9월 9일. 2017년 4월 14일에 확인함.
124. ↑  “【오리콘】Hey! Say! JUMP, 14작 연속 선두”. 《ORICON STYLE》. 2015년 5월 5일. 2017년 4월 14일에 확인함.
125. ↑  “【오리콘】Hey! Say! JUMP, 데뷔곡에서 15작 연속 1위”. 《ORICON STYLE》. 2015년 10월 27일. 2017년 4월 14일에 확인함.
126. ↑  “【오리콘】Hey! Say! JUMP, 자기 최고 첫주 매출 1위 데뷔부터 16작 연속”. 《ORICON STYLE》. 2016년 5월 17일. 2017년 4월 14일에 확인함.
127. ↑  “【오리콘】Hey! Say! JUMP, 데뷔곡에서 17작 연속 1위”. 《ORICON STYLE》. 2016년 11월 1일. 2017년 4월 14일에 확인함.
128. ↑  “【오리콘】Hey! Say! JUMP, 데뷔에서 18작 연속 싱글 선두 역대 단독 4위로”. 《ORICON STYLE》. 2016년 12월 20일. 2017년 4월 14일에 확인함.
129. ↑  “【오리콘】Hey! Say! JUMP, 싱글 19작 연속 선두 자기 최고의 첫주 매출”. 《ORICON STYLE》. 2017년 2월 28일. 2017년 4월 14일에 확인함.
130. ↑  “【오리콘】Hey! Say! JUMP, 20작 연속 싱글 선두 유닛 「A.Y.T.」곡과 양 A면”. 《ORICON STYLE》. 2017년 7월 11일. 2017년 7월 15일에 확인함.
131. ↑  “【오리콘】Hey! Say! JUMP, 싱글 21작 연속 1위 역대 3위 태국에”. 《ORICON STYLE》. 2017년 12월 26일. 2017년 12월 26일에 확인함.
132. ↑  “【오리콘】Hey! Say! JUMP, 데뷔곡에서 22작 연속 1위 역대 3위 태국”. 《ORICON STYLE》. 2018년 2월 20일. 2018년 2월 20일에 확인함.
133. ↑  “Hey! Say! JUMP, 23작 연속 싱글 선두”. 《ORICON NEWS》 (오리콘). 2018년 8월 7일. 2018년 8월 8일에 확인함.
134. ↑  “Hey! Say! JUMP, 데뷔로부터 24작 연속 싱글 1위 야마다 료스케의 솔로곡도 수록【오리콘 랭킹】”. 《ORICON NEWS》. 오리콘. 2019년 5월 28일. 2019년 5월 28일에 확인함.
135. ↑  “Hey!Say!JUMP, 데뷔로부터 25작 연속 1위 야마다 료스케 주연 「세미오토코」주제가【오리콘 랭킹】”. 《ORICON NEWS》. 2021년 1월 28일에 확인함.
136. ↑  “3/9부 주간 싱글 랭킹 1위는 Hey!Say!JUMP의 「Iam/MuahMuah」”. 《ORICON NEWS》. 2021년 1월 28일에 확인함.
137. ↑  “최신 싱글이 27작 연속 1위 「데뷔에서 싱글 연속 1위 획득 작품수」 기록은 역대 2위 태국에【오리콘 랭킹】”. 《ORICON NEWS》. 오리콘. 2020년 7월 7일. 2020년 8월 13일에 확인함.
138. ↑  “Hey! Say! JUMP, 최신 싱글이 28작 연속 1위 '데뷔에서 싱글 연속 1위 획득 작품수' 기록은 역대 단독 2위로 【오리콘 랭킹】”. 《ORICON NEWS》. 오리콘. 2020년 10월 6일. 2020년 10월 8일에 확인함.
139. ↑  “Hey! Say! JUMP「네거티브 파이터」29작 연속 1위 「데뷔로부터의 싱글 연속 1위」기록은 역대 단독 2위【오리콘 랭킹】”. 《ORICON NEWS》. 오리콘. 2021년 5월 18일. 2021년 5월 18일에 확인함.
140. ↑  “일본 레코드 협회「5월도 GD 인정」, King & Prince『Magic Touch / Beating Hearts』＆히나타자카46『君しか勝たん』가 더블 플래티넘 인정. KAT-TUN, 쟈니스 WEST, Hey! Say! JUMP, QUEEN이 골드 인증에”. 《TOWER RECORDS ONLINE》. 타워 레코드. 2021년 6월 10일. 2021년 7월 9일에 확인함.
141. ↑  “Hey! Say! JUMP, 싱글 「군청 런너웨이」로 30작 연속 1위 역대 단독 2위 기록을 자기 갱신【오리콘 랭킹】”. 《ORICON NEWS》. oricon ME. 2021년 8월 31일. 2021년 9월 3일에 확인함.
142. ↑  “10월도 GD 인정~King & Prince 「恋降る月夜に君想ふ」, 히나타자카 46 「ってか」가 더블·플래티넘 인정”. 일반 사단법인 일본 레코드 협회. 2021년 11월 10일. 2021년 11월 16일에 확인함.
143. ↑  “Hey! Say! JUMP 최신 싱글 「Sing-along」, 31작 연속 1위【오리콘 랭킹】”. 《ORICON NEWS》. oricon ME. 2021년 11월 30일. 2021년 12월 1일에 확인함.
144. ↑  “골드 디스크 인증 2021년 11월”. 《일반 사단 법인 일본 레코드 협회》. RIAJ. 2022년 5월 20일에 확인함.
145. ↑  “Hey! Say! JUMP 「a r e a / 사랑을 할 거야 / 하루츠바메」, 데뷔에서 32작 연속 「싱글」1위【오리콘 랭킹】”. 《ORICON NEWS》. ORICON. 2022년 5월 31일. 2022년 5월 31일에 확인함.
146. ↑  “5월도 GD 인정~노기자카46 「Actually...」가 트리플 플래티넘 인정, ENHYPEN, Snow Man이 더블 플래티넘 인정”. 《PRTIMES》. 일반 사단 법인 일본 레코드 협회. 2022년 6월 10일. 2022년 6월 10일에 확인함.
147. ↑  “Hey! Say! JUMP 최신 싱글이 첫 등장 1위, 「데뷔로부터의 싱글 연속 1위 획득 작품수」33작 연속으로【오리콘 싱글】”. 《ORICON NEWS》. 2023년 6월 6일. 2023년 6월 28일에 확인함.
148. ↑  “5월도 GD 인정～King & Prince 「신데렐라 걸」, Snow Man 「i DO ME」가 밀리언 인정! ――INI「DROP That」이 더블 플래티넘 인정, 세키쟈니∞, Sexy Zone, Hey! Say! JUMP가 플래티넘 인정”. 《PR TIMES》. 일반 사단 법인 일본 레코드 협회. 2023년 6월 9일. 2023년 6월 28일에 확인함.
149. ↑  “愛だけがすべて -What do you want?-”. 오리콘. 2021년 12월 8일에 확인함.
150. ↑  “Hey !Say! JUMP, 첫 DVD 싱글이 뮤직 DVD·BD 8작 연속 1위 【오리콘 랭킹】”. 《ORICON NEWS》. 2021년 1월 28일에 확인함.
151. ↑  “Hey!Say!JUMP의 작품 앨범”. 《ORICON NEWS》. oricon ME. 2023년 12월 15일에 확인함.
152. ↑  “Hey! Say! JUMP, 1st 앨범 1위 획득”. ORICON STYLE. 2010년 7월 13일. 2011년 9월 29일에 확인함.
153. ↑  “【오리콘】Hey!Say!JUMP, 3작 연속 앨범 1위 『アナ雪』은 80만장 돌파”. 《ORICON STYLE》. 2014년 6월 24일. 2017년 4월 14일에 확인함.
154. ↑  “【오리콘】 Hey! Say! JUMP가 4작 연속 1위 앨범 자기 최고 초동”. 《ORICON STYLE》. 2015년 6월 30일. 2017년 4월 14일에 확인함.
155. ↑  “【오리콘】 Hey! Say! JUMP, 7작 연속 앨범 선두”. 《ORICON NEWS》 (일본어). 2018년 9월 2일에 확인함.
156. ↑  “Hey! Say! JUMP, 1st 앨범에서 8작 연속 1위【오리콘 랭킹】”. 《ORICON NEWS》. 오리콘. 2019년 11월 15일. 2020년 8월 13일에 확인함.
157. ↑  “Hey! Say! JUMP, 최신 앨범으로 1st부터 9작 연속의 1위에 【오리콘 랭킹】”. 《ORICON NEWS》. 2020년 12월 22일. 2022년 9월 5일에 확인함.
158. ↑  “King & Prince, 사쿠라자카 46, King Gnu가 더블 플래티넘 인정 BTS, Hey! Say! JUMP는 플래티넘 인정 <12월도 GD 인정>”. 《더 텔레비전》. KADOKAWA. 2021년 1월 15일. 2021년 3월 13일에 확인함.
159. ↑  “Hey! Say! JUMP 「FILMUSIC!」, 연속 10번째 앨범 1위 획득【오리콘 랭킹】”. 《ORICON NEWS》. 2022년 8월 30일. 2022년 9월 5일에 확인함.
160. ↑  “2023년 12월 골드 디스크 인증” (PDF). 일본 레코드 협회. 2024년 1월 15일. 2024년 2월 22일에 확인함.
161. 1 2  “【오리콘】 Hey! Say! JUMP, 10주년 초 베스트가 선두 앨범 자기 최고 매출을 기록”. 《ORICON NEWS》. 2017년 8월 1일. 2021년 1월 28일에 확인함.
162. ↑  “Hey! Say! 앨범 첫 등장 1위 【오리콘 랭킹】”. 《ORICON NEWS》. oricon ME. 2023년 11월 1일. 2023년 12월 5일에 확인함.
163. 1 2  “Hey!Say!JUMP의 작품 DVD”. 오리콘. 2021년 12월 8일에 확인함.
164. ↑  “Hey!Say!JUMP가 뮤직 DVD 사상 최연소 1위”. 《ORICON NEWS》. 2021년 1월 28일에 확인함.
165. ↑  “Hey!Say!JUMP의 작품 Blu-ray”. 오리콘. 2021년 12월 8일에 확인함.
166. ↑  “Hey!Say!JUMP, DVD 랭킹에서 남성 아티스트 역사상 최연소 1위”. 《ORICON NEWS》. 2021년 1월 28일에 확인함.
167. ↑  “Hey！Say！JUMP, 자기 최고 첫주 매출 2작 연속 DVD 종합 선두”. 《ORICON NEWS》. 2021년 1월 28일에 확인함.
168. ↑  “Hey！Say！JUMP의 DVD가 3작 연속 선두”. 《ORICON NEWS》. 2021년 1월 28일에 확인함.
169. ↑  【오리콘】 Hey! Say! JUMP, 4작 연속 DVD 종합 선두 ORICON STYLE 2012년 3월 14일]
170. ↑  “【오리콘】 Hey! Say! JUMP, 5작 연속 DVD 종합 선두”. 《ORICON STYLE》 (오리콘). 2012년 11월 14일. 2013년 5월 17일에 확인함.
171. ↑  “Hey! Say! JUMP, <전국에 JUMP 투어 2013>이 DVD화! 도쿄 돔 공연 다이제스트도”. 《TOWER RECORDS ONLINE》 (타워 레코드). 2013년 10월 2일. 2013년 10월 2일에 확인함.
172. ↑  “【오리콘】 Hey! Say! JUMP, 6작 연속 DVD 종합 선두”. 《ORICON NEWS》. 2021년 1월 28일에 확인함.
173. ↑  “【오리콘】 Hey! Say! JUMP, 7작 연속 DVD 1위”. 《ORICON NEWS》. 2021년 1월 28일에 확인함.
174. ↑  “【오리콘】 Hey! Say! JUMP, 8작 연속 DVD 종합 1위 자기 최고의 주간 매출”. 《ORICON STYLE》 (오리콘). 2016년 2월 17일. 2017년 4월 14일에 확인함.
175. ↑  “【오리콘】Hey! Say! JUMP, 전국 투어 DVD가 종합 1위 첫주 자기 최고를 기록”. 《ORICON STYLE》 (오리콘). 2017년 5월 3일. 2017년 5월 5일에 확인함.
176. ↑  “【오리콘】Hey! Say! JUMP, 12작 연속 DVD 선두 & 자기 최고 매출”. 《ORICON NEWS》. 오리콘. 2018년 7월 5일. 2018년 8월 17일에 확인함.
177. ↑  “Hey!Say!JUMP, 자신 최초의 영상 3부문 동시 1위【오리콘 랭킹】”. 《ORICON NEWS》. 2019년 8월 12일에 확인함.
178. ↑  닛폰 TV. “【오리콘】ＪＵＭＰ가 비디오 작품으로 3왕관 획득 : 닛테레 NEWS24”. 《닛테레 NEWS24》 (일본어). 2021년 1월 28일에 확인함.
179. ↑  “Hey! Say! JUMP Fab! -Live speaks.-”. 《Johnny's net》. 쟈니스 사무소. 2021. 2021년 8월 23일에 확인함.
180. 1 2  “Hey! Say! JUMP, 15주년 라이브 도쿄 돔 공연 영상 작품이 「영상 3부문」동시 1위【오리콘 랭킹】”. 《ORICON NEWS》. 2023년 7월 20일. 2023년 9월 21일에 확인함.
181. 1 2  “Hey! Say! JUMP, 4작 연속·통산 4번째 영상 3부문 동시 1위【오리콘 랭킹】”. 《ORICON NEWS》. oricon ME. 2024년 8월 29일. 2024년 10월 2일에 확인함.
182. ↑  “Hey! Say! JUMP「러브 올 플레이」제2 쿨 주제가도 담당, sumika 카타오카 켄타와 다시 콜라보레이션”. 《음악 나탈리》. 나타샤. 2022년 6월 24일. 2022년 6월 15일에 확인함.
183. ↑  “Hey! Say! JUMP, 양 A면 싱글 발매 결정 「우라오모테」는 8명으로의 음원 수록”. 《마이 네비 뉴스》. 마이나비. 2023년 4월 1일. 2023년 10월 12일에 확인함.
184. ↑  “Hey! Say! JUMP“ 엔데레 웨딩 송 “『왕님께 바치는 약지』 주제가에 야마다 료스케 「한발로 좋아하게 되는 1곡」”. 《ORICON NEWS》. oricon ME. 2023년 3월 16일. 2023년 9월 21일에 확인함.
185. ↑  “Hey! Say! JUMP등 「모두의 노래」등장 10-11월 신곡에 결정”. 《모델 프레스》. 인터넷 네이티브. 2023년 9월 1일. 2023년 9월 21일에 확인함.
186. ↑  “Hey! Say! JUMP 「가정부 남자 미타조노」주제가로 결정 드라마 메인 비주얼도 해금”. 《모델 프레스》. 인터넷 네이티브. 2023년 9월 22일. 2023년 9월 22일에 확인함.
187. ↑  “Hey! Say! JUMP 타카키 유야, 2년 만에 지상파 드라마 출연 결정 ED곡은 Hey! Say! JUMP 신곡 「NERD」【무서움】”. 《모델 프레스》. 인터넷 네이티브. 2024년 8월 8일. 2024년 8월 8일에 확인함.
188. ↑  “야오토메 VS 야부 “라이벌 심장 멜라멜라””. 《스포츠호치》. 2007년 10월 21일. 2008년 5월 22일에 원본 문서에서 보존된 문서. 2016년 7월 7일에 확인함.
189. ↑  “Hi! Hey! Say!”. 《Hi! Hey! Say!》. TV 도쿄. 2009. 2018년 5월 25일에 확인함.
190. ↑  “Hey! Say! JUMP, 후지 신 버라이어티 6월 개시 MC 아리오카 다이키 × 어시스턴트 다우 90000 연꽃”. 《마이 네비 뉴스》. 마이나비. 2024년 5월 17일. 2024년 5월 17일에 확인함.
191. ↑  “Hey!Say!JUMP가 쇼와의 대단함을 체감! 『Hey!Say!JUMP의 쇼와로 점프!』 4 ·29 방송”. 《TV LIFE web》. 각켄 플러스. 2017년 4월 28일. 2019년 2월 24일에 확인함.
192. ↑  “Hey! Say! JUMP 첫 CM 온에어”. 《데일리 스포츠 online》. 2008년 3월 8일. 2008년 3월 13일에 원본 문서에서 보존된 문서. 2018년 5월 19일에 확인함.
193. ↑  “『music.jp』의 새로운 CM 캐릭터에 “Hey! Say! JUMP”가 취임! ~TVCM 전달 기간 중에는 유익한 포인트 선물 캠페인 실시~”. 엠티아이. 2017년 1월 30일. 2019년 2월 24일에 확인함.
194. ↑  ““Hey! Say! JUMP”가 영화를 말한다! 'music.jp'의 신TVCM이 1월 18일 방영 개시~영화가 월에 4개 보이는 「2018년, 더 영화를 보자」캠페인을 실시~”. 엠티아이. 2018년 1월 17일. 2018년 5월 12일에 확인함.
195. ↑  ““Hey! Say! JUMP”와 최전열 이상"의 근거리 & 친근감 "smash."신 CM에 출연”. 《ORICON NEWS》. オリコン. 2020년 12월 4일. 2021년 2월 11일에 확인함.
196. ↑  “Hey! Say! JUMP×미츠야 사이다 레모라, 포토 부스나 Twitter 기획 개최”. 《마이 네비 뉴스》. 마이나비. 2021년 11월 15일. 2021년 11월 16일에 확인함.
197. ↑  “Hey! Say! JUMP, 쉐어 하우스 스타일 세트로 화기 아이 아이 “크랏활”을 제안 「더 먹고 싶다!」”. 《ORICON NEWS》 (oricon ME). 2022년 3월 17일. 2022년 3월 17일에 확인함.
198. ↑  “Hey！Say！JUMP가 쟈니스 숍 첫 앰배서더로 취임!”. 《Hey！Say！JUMP 공식 사이트》. J storm. 2022년 6월 1일. 2022년 6월 15일에 확인함.
199. ↑  “Concert/Stage「Hey! Say! JUMP 안녕 여름 휴가! SUMMARY 스페셜」”. 《Johnny's net》. 쟈니스 사무소. 2011. 2011년 9월 23일에 원본 문서에서 보존된 문서. 2011년 9월 23일에 확인함.
200. ↑  “제국극장『JOHNNYS' World -쟈니스 월드』”. 도호. 2013년 4월 5일에 원본 문서에서 보존된 문서. 2018년 5월 12일에 확인함.
201. ↑  “Biography(Hey! Say! JUMP)2007”. Johnny's net. 2021년 1월 2일에 확인함.
202. ↑  “Biography(Hey! Say! JUMP)2008”. Johnny's net. 2021년 1월 2일에 확인함.
203. 1 2  “Biography(Hey! Say! JUMP)2009”. Johnny's net. 2021년 1월 2일에 확인함.
204. ↑  “Biography(Hey! Say! JUMP)2010”. Johnny's net. 2021년 1월 2일에 확인함.
205. ↑  “Biography(Hey! Say! JUMP)2011”. Johnny's net. 2021년 1월 2일에 확인함.
206. ↑  “치넨 유리가 MVP! 쟈니스 Jr. 야구 대회”. 《스포츠호치》. 2012년 3월 19일. 2012년 12월 15일에 원본 문서에서 보존된 문서. 2018년 10월 14일에 확인함.
207. ↑  “Biography(Hey! Say! JUMP)2012”. Johnny's net. 2021년 1월 2일에 확인함.
208. ↑  “Hey! Say! JUMP > Concert/Srage > JOHNNYS' Worldの感謝祭 in DOME TOKYO・OSAKA”. Johnny's net. 2013년 3월 25일에 원본 문서에서 보존된 문서. 2017년 5월 21일에 확인함.
209. ↑  “Biography(Hey! Say! JUMP)2013”. Johnny's net. 2021년 1월 2일에 확인함.
210. ↑  “Biography(Hey! Say! JUMP)2014”. Johnny's net. 2021년 1월 2일에 확인함.
211. ↑  “V6「V6 LIVE TOUR 2015 -SINCE 1995～FOREVER-」특집 (2/6)”. 《음악 나탈리》. 나타샤. 2017년 1월 17일에 확인함.
212. ↑  “Biography(Hey!Say!JUMP)2016”. 《Johnny's net》. 쟈니스 사무소. 2016. 2020년 6월 27일에 확인함.
213. ↑  “『쟈니스 카운트다운』에서 MVP 선출 헤이세이 10주년 기획도 실시”. 《ORICON NEWS》. oricon ME. 2016년 12월 31일. 2021년 11월 16일에 확인함.
214. ↑  “Johnny's Festival ～Thank you 2021 Hello 2022～”. 《Johnny's Festival 공식 사이트》. 쟈니스 사무소. 2021년 12월 25일에 원본 문서에서 보존된 문서. 2022년 1월 13일에 확인함.
215. ↑  “2년만의 도쿄 돔에서 독점생 중계! MC는 KinKi Kids! 꿈의 콜라보레이션 유닛의 멤버를 결정하는 국민 투표도 개최!”. 《토레타테 후지테레비》. 후지테레비. 2021년 12월 1일. 2022년 1월 13일에 확인함.
216. ↑  “TV 아사히 드림 페스티벌 2022, 전 출연 아티스트 발표 Hey! Say! JUMP도 등장”. 《테레아사히POST》. 2022년 8월 26일. 2022년 9월 28일에 확인함.
217. ↑  “Hey! Say! JUMP출연 멤버 변경 알림”. 《TV 아사히 드림 페스티벌 2022》. 2022년 9월 22일. 2022년 9월 28일에 확인함.
218. ↑  “아라시・니노미야 카즈나리, Hey! Say! JUMP 스테이지에 서프라이즈 등장의 뒤편 공개 “15주년”에의 말에 「울다」 「최고의 선배」의 목소리”. 《모델 프레스》. 인터넷 네이티브. 2022년 10월 6일. 2023년 8월 24일에 확인함.
219. ↑  “Hey! Say! JUMP가 삿포로 돔 첫 음악 축제에 출연, 골든 Bomber 등과 경연”. 《음악 나탈리》. 나타샤. 2024년 2월 22일. 2024년 2월 22일에 확인함.
220. ↑  “Hey! Say! JUMP, 홋카이도에서 첫 참전 음악 페스티벌 & 스시 만끽 다이제스트 영상 공개”. 《ORICON NEWS》. oricon ME. 2024년 9월 18일. 2024년 10월 2일에 확인함.
221. ↑  “Hey! Say! JUMP 「새로운 스타트」 STARTO가 첫 라이브 개최에 출연 12조가 발표”. 《닛테레 NEWS NNN》. 닛폰테레비. 2024년 3월 2일. 2024년 3월 4일에 확인함.
222. 1 2  《Hey!Say!JUMP Spring Concert 2008 오사카 사랑! 또 절대로 돌아오니까요!》. 《POTATO》 (각켄). 2008년 5월 7일. 87–90쪽.
223. ↑  “Hey! Say! JUMP, DVD 랭킹에서 남성 아티스트 역사상 최연소 1위”. ORICON STYLE. 2009년 5월 6일. 2011년 9월 29일에 확인함.
224. 1 2 3  “이번에는 진짜 Hey!Say!JUMP 하라주쿠에 나타난다! 광장에서 이례적인 공개 기자 회견”. 《스포츠호치》. 2010년 4월 3일. 2010년 11월 24일에 원본 문서에서 보존된 문서. 2018년 11월 22일에 확인함.
225. ↑  “Hey!Say!JUMP여름 축제”. 《데일리 스포츠 online》. 2010년 4월 3일. 2010년 4월 23일에 원본 문서에서 보존된 문서. 2018년 11월 22일에 확인함.
226. ↑  “Hey! Say! JUMP, 자기 최고 첫주 매출로 2작 연속 DVD 종합 선두”. ORICON STYLE. 2010년 9월 22일. 2011년 9월 29일에 확인함.
227. 1 2  “「Hey!Say!JUMP」18개국어로 인사... 전국 투어 시작”. 《스포츠호치》. 2011년 1월 3일. 2011년 1월 19일에 원본 문서에서 보존된 문서. 2019년 4월 8일에 확인함.
228. ↑  “Hey! Say! JUMP > Concert/Srage > Hey! Say! JUMP New Year Concert 2012”. Johnny's net. 2012년 1월 4일에 원본 문서에서 보존된 문서. 2017년 5월 21일에 확인함.
229. ↑  사이조 여성 (2012년 5월 2일). “「여러분이 웃는 얼굴로 해 주니까」 Hey! Say! JUMP가 센다이 이벤트로 눈물”. 《excite 뉴스》. 2017년 5월 21일에 확인함.
230. 1 2  “Hey!Say!JUMP, 5월 홍콩 공연”. 《데일리 스포츠 online》. 2012년 3월 26일. 2012년 4월 13일에 원본 문서에서 보존된 문서. 2018년 5월 25일에 확인함.
231. ↑  “Hey! Say! JUMP > Concert/Srage > Hey! Say! JUMP LiVE with me in TOKYO DOME”. Johnny's net. 2014년 4월 9일에 원본 문서에서 보존된 문서. 2017년 5월 21일에 확인함.
232. ↑  스자키 미카코 (2016년 10월 15일). “기세를 타는 Hey! Say! JUMP, 야마다 료스케 연출 라이브에서 보여준 성장이란?”. 《ORICON NEWS》. 오리콘. 2018년 9월 30일에 확인함.
233. ↑  “Hey! Say! JUMP > Concert/Srage > Hey! Say! JUMP LIVE TOUR 2017”. Johnny's net. 2017년 5월 21일에 확인함.
234. ↑  “Hey! Say! JUMP > Concert/Srage > Hey! Say! JUMP I/Oth Anniversary Tour 2017-2018”. Johnny's net. 2017년 11월 14일에 원본 문서에서 보존된 문서. 2018년 7월 2일에 확인함.
235. ↑  “Hey! Say! JUMP, AAA, Perfume…태풍 24호 영향으로 라이브 중단 잇따라”. 《모델 프레스》. 인터넷 네이티브. 2018년 9월 29일. 2018년 9월 30일에 확인함.
236. ↑  “Hey! Say! JUMP > Concert/Stage > Johnny's presents Hey! Say! JUMP LIVE 2019 in Taipei”. Johnny's net. 2019년 8월 12일에 확인함.
237. ↑  “Hey! Say! JUMP > Concert/Stage > Hey! Say! JUMP DOME TOUR 2019-2020”. Johnny's net. 2019년 12월 11일에 원본 문서에서 보존된 문서. 2019년 8월 12일에 확인함.
238. 1 2 3 4  “Hey! Say! JUMP, 영화 첫날에 도쿄 D 공연 360도 회전 무대에 5만 5000명 열광”. 《ORICON NEWS》. 오리콘. 2020년 1월 2일. 2020년 1월 29일에 확인함.
239. 1 2  “Hey! Say! JUMP, 도모토 히카리 일직전 “패브릭 플라잉” & 일본인 최초의 연출에서도 매료”. 《ORICON NEWS》. 오리콘. 2020년 1월 18일. 2020년 1월 29일에 확인함.
240. ↑  “「Hey! Say! JUMP Fab! -Live speaks.-」의 생발신이 결정되었습니다!”. Johnny's net online. 2021년 3월 13일에 확인함.
241. ↑  「!dɒᖷ」는 「Fab!」의 거울 문자.
242. ↑  “Concert・Stage(Hey! Say! JUMP)「Hey! Say! JUMP !Fab -Arena speaks.-」”. 《Johnny's net》. 쟈니스 사무소. 2021년 10월 4일. 2022년 1월 27일에 원본 문서에서 보존된 문서. 2021년 10월 7일에 확인함.
243. ↑  “Hey! Say! JUMP, 2년 만에 유관객 투어 결정”. 《ORICON NEWS》. oricon ME. 2021년 10월 4일. 2021년 10월 7일에 확인함.
244. ↑  “폐사 소속 탤런트 치넨 유리 이노오 케이 (Hey! Say! JUMP) 신형 코로나 바이러스 감염에 관한 보고”. 《쟈니스 사무소》. Johnny & Associates. 2022년 1월 20일. 2022년 1월 20일에 확인함.
245. ↑  “Concert・Stage(Hey! Say! JUMP)「Hey! Say! JUMP LIVE TOUR 2022 FILMUSIC!」”. 《Johnny's net》. 쟈니스 사무소. 2022년 7월 10일. 2022년 10월 3일에 원본 문서에서 보존된 문서. 2022년 7월 10일에 확인함.
246. 1 2  “Ｈｅｙ！Ｓａｙ！ＪＵＭＰ, 12월부터 3년 만에 4대 돔 투어 전격 발표 쟈니즈 최초! 아리아케 아레나 라이브에서 전 축하 27곡 열창”. 《산스포》. 2022년 9월 19일. 2022년 9월 19일에 확인함.
247. ↑  “Hey! Say! JUMP「FILMUSIC!」라이브 투어 결정 전국 7개소 28공연 개최”. 《모델 프레스》. 인터넷 네이티브. 2022년 7월 10일. 2022년 7월 10일에 확인함.
248. ↑  “Hey! Say! JUMP, 휴양중·야오토메 히카루를 포함한 “8명”으로 집합 사진 「울다」「JUMP 최고」와 팬 감동”. 《모델 프레스》. 인터넷 네이티브. 2022년 10월 25일. 2022년 10월 27일에 확인함.
249. ↑  “Concert・Stage(Hey! Say! JUMP)「Hey! Say! JUMP 15th Anniversary LIVE TOUR 2022-2023」”. 《Johnny's net》. 쟈니스 사무소. 2022년 9월 19일. 2022년 10월 27일에 원본 문서에서 보존된 문서. 2022년 9월 19일에 확인함.
250. ↑  “Concert・Stage(Hey! Say! JUMP)「Hey! Say! JUMP LIVE TOUR 2023-2024」”. 《FAMILY CLUB Official Site》. SMILE-UP. 2023년 12월 2일. 2023년 12월 4일에 원본 문서에서 보존된 문서. 2023년 12월 4일에 확인함.
251. ↑  “Hey! Say! JUMP, 4대 돔 투어 개최 결정”. 《모델 프레스》. 인터넷 네이티브. 2023년 9월 20일. 2023년 9월 21일에 확인함.
252. ↑  “Hey! Say! JUMP오미소카 밤에 도쿄 돔에서 추가 공연 예년은 「카운콘」개최일”. 《ORICON NEWS》. oricon ME. 2023년 12월 2일. 2023년 12월 5일에 확인함.
253. 1 2 3  “Hey! Say! JUMP, 17년째도 “PULL UP!” 50만명 동원의 돔 공연은 놀라움의 연속【멤버 코멘트 있음】”. 《ORICON NEWS》. oricon ME. 2024년 1월 2일. 2024년 3월 4일에 확인함.
254. ↑  “Concert・Stage(Hey! Say! JUMP)「Hey! Say! JUMP LIVE TOUR 2024-2025 H⁺」”. 《STARTO ENTERTAINMENT》. 2024년 10월 4일. 2024년 10월 4일에 확인함.
255. ↑  “야마다 료스케 『GINGER』 연재로 타카기 유야를 프로듀스 리스펙트 하는 두 사람의 관계도 필독”. 《드완고제이피news》. 드완고. 2022년 9월 20일. 2022년 9월 20일에 원본 문서에서 보존된 문서. 2022년 11월 13일에 확인함.
256. 1 2 3 4  “쟈니스 최초! 헤세이 탄생 유닛”. 《데일리 스포츠online》. 2007년 6월 16일. 2007년 6월 19일에 원본 문서에서 보존된 문서. 2018년 5월 12일에 확인함.
257. 1 2  “Hey!Say!7 생노래 피로 쟈니스 주니어 유닛”. 《주니치 스포츠》. 2007년 6월 17일. 2007년 6월 20일에 원본 문서에서 보존된 문서. 2018년 5월 12일에 확인함.
258. ↑  “때는 Hey!Say!7”. 《스포츠호치》. 2007년 6월 17일. 2007년 10월 15일에 원본 문서에서 보존된 문서. 2018년 5월 2일에 확인함.
259. 1 2  “Hey!Say!7이 남성 그룹 역사상 최연소 1위!”. 《ORICON STYLE》 (oricon ME). 2007년 8월 7일. 2014년 9월 30일에 확인함.
260. 1 2 3 4 5 6  “쟈니 최초! 올 헤이세이 태생 유닛”. 《스포츠호치》. 2007년 6월 20일에 원본 문서에서 보존된 문서. 2018년 5월 12일에 확인함.
261. ↑  《쟈니즈 Jr.도 급히 도착한, 오사카성 홀의 따뜻한 밤! 「집에 돌아갈 때까지가 콘서트입니다!」》. 《포포로》 (아자부다이 출판사). 2007년 5월 23일. 104–106쪽.
262. ↑  “NYC boys, 활동 계속 쟈니 키타가와 사장 「정식 유닛」…홍백가합전”. 스포츠호치. 2010년 1월 1일. 2010년 1월 3일에 원본 문서에서 보존된 문서. 2011년 9월 29일에 확인함.
263. 1 2 3 4  마츠시타 히로오 (2015년 3월 13일). “쟈니스, 맥박이 이어지는 복면 유닛의 계보 「센세이션즈」는 무엇을 목표로 하는가?”. Real Sound. 2018년 8월 8일에 확인함.
264. 1 2 3  “야마다 료스케 「여유로 너희들의 하트를 잡는다」“센세이션즈” 롯폰기 야외 라이브에 팬 절규”. 모델 프레스. 2016년 3월 22일. 2018년 8월 8일에 확인함.